# Felsengräber von el-Kab

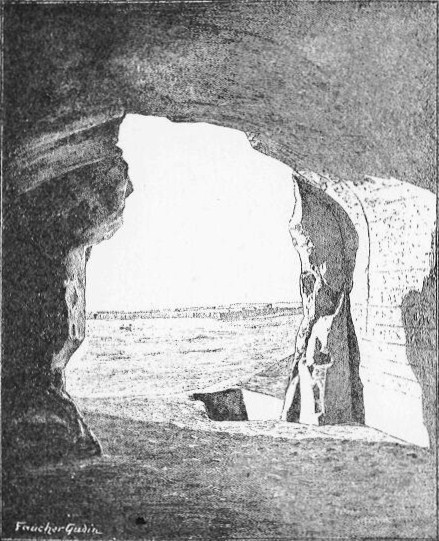
Blick aus dem Grab des Paheri auf die Mauern von el-Kab
Zeichnung aus dem 19. Jahrhundert von Faucher-Gaudin, nach einem Foto von Emil Brugsch

Die Felsengräber von el-Kab sind in den Sandstein eines Felshangs am Nordostufer des Nils gehauene altägyptische Gräber aus der Zeit des Neuen Reiches nahe dem heutigen Ort el-Kab (arabisch الكاب, DMG al-Kāb; auch Elkab). Sie befinden sich etwa 18 Kilometer nordwestlich der Stadt Edfu in Oberägypten. Die wichtigsten Gräber der Nekropole sind an der Südseite des Felsmassivs über eine Treppe erreichbar. Die Grabeingänge liegen 450 Meter nördlich der Nordecke von el-Kabs Umfassungsmauer, der noch zu großen Teilen erhaltenen Lehmziegelmauer, die als Stadtmauer des altägyptischen Necheb errichtet wurde.

## Forschungsgeschichte
Die Felsengräber wurden bereits 1799 durch Gelehrte der ägyptischen Expedition unter Napoleon Bonaparte entdeckt. Im Jahr 1825 kopierte James Burton Szenen und Inschriften in den Gräbern. Danach arbeiteten Jean-François Champollion und Ippolito Rosellini, dann Robert Hay und John Gardner Wilkinson in el-Kab. Die bedeutendsten frühen Publikationen über die Felsengräber wurden im 19. Jahrhundert von Richard Lepsius sowie Heinrich und Emil Brugsch veröffentlicht. Lepsius schrieb über el-Kab in einem Brief:

„In El Kab, dem alten Eileithyia, blieben wir drei Tage. Noch merkwürdiger als die verschiedenen Tempel dieses einst mächtigen Ortes, sind seine Felsengräber, welche meistens in den Anfang des ägyptischen Freiheitskrieges gegen die Hyksos fallen, und manches Licht auf die damaligen Dynastien-Verhältnisse werfen. Mehrere dort begrabene angesehene Personen tragen den wunderlichen Titel einer männlichen Amme eines königlichen Prinzen, durch die bekannte Gruppe mena, mit dem Determinativ der weiblichen Brust, koptisch [Zeichen], ausgedrückt; der Verstorbene ist dargestellt mit dem Prinzen auf dem Schooße.“

Ende des 19. und Anfang des 20. Jahrhunderts arbeiteten die britischen Archäologen James Edward Quibell, Frederick William Green, Archibald Henry Sayce, Joseph John Tylor und Somers Clarke in el-Kab und gruben dabei einige der Felsengräber aus.

## Auflistung der Felsengräber
Die Gräber der Nekropole sind unter der Bezeichnung „EK“ für el-Kab von Ost nach West durchnummeriert. Im Einzelnen sind sie den nachgenannten Grabinhabern zugeordnet. Über einige von ihnen ist kaum etwas überliefert, andere sind gut belegt:

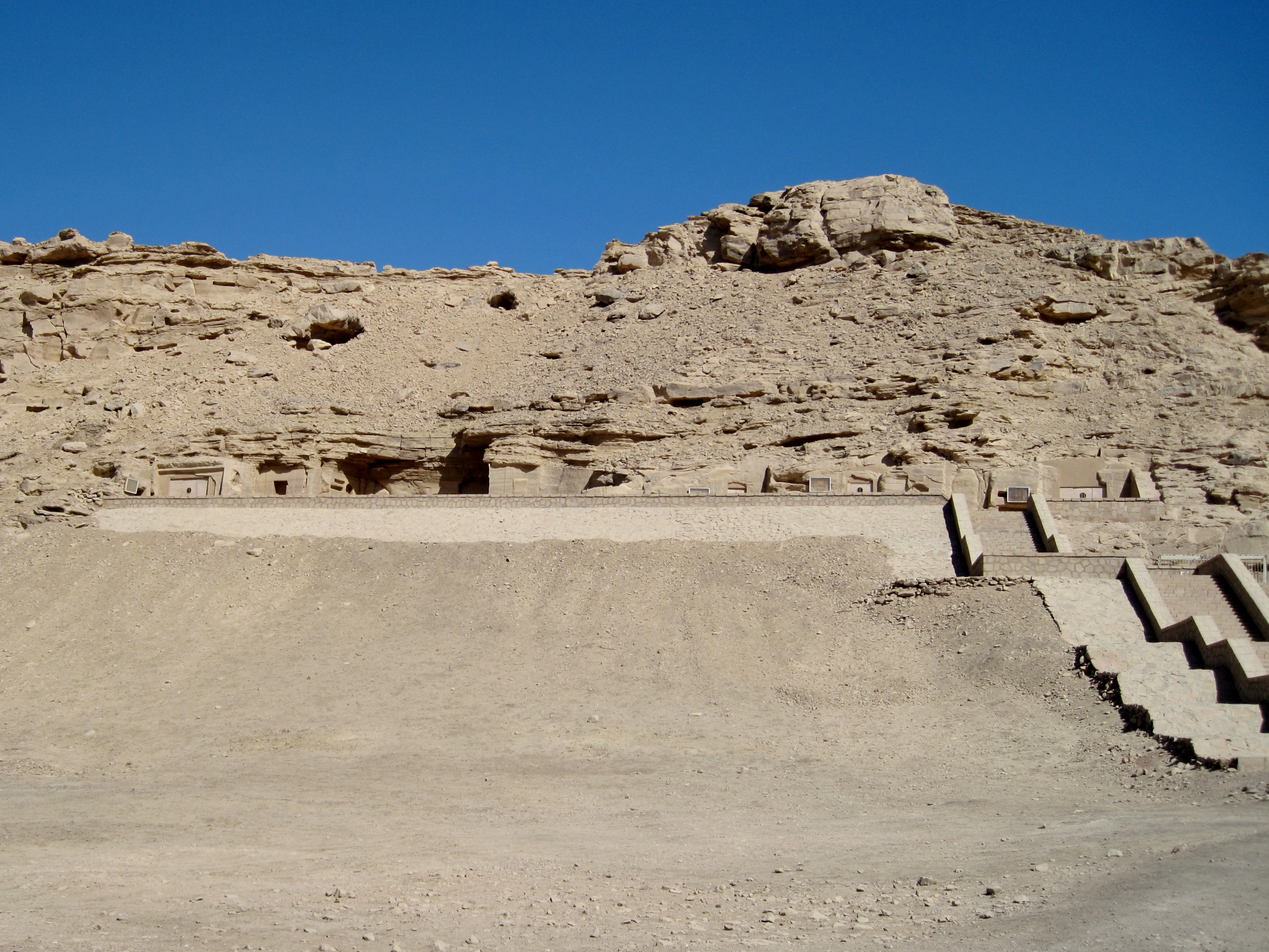
Aufgang zu den Felsengräbern

- EK1: Tentis, spätes Neues Reich
Titel: Sistrumspieler der Nechbet
- EK2: Ahmose Pennechbet nebst Bruder Chaemwaset, Anfang 18. Dynastie
Titel des Ahmose Pennechbet: Erbprinz, Gaufürst, Siegler des Königs, Oberster Schatzmeister, Herold [seines Herrn, …], Erzieher der Prinzessin Neferu-Re
- EK3: Paheri, Anfang 18. Dynastie
Titel: Gaufürst von Necheb und Junyt, Schreiber, Erzieher des Prinzen Wadjmose
- EK4: Setau, Anfang 20. Dynastie
Titel: Erster Priester der Nechbet
- EK5: Ahmose, Sohn der Ibana, Anfang 18. Dynastie
Titel: Oberster der königlichen Matrosen (Admiral)
- EK6: Ipusoneb
- EK7: Renni, Anfang 18. Dynastie
Titel: Gaufürst (Bürgermeister) von Necheb, Vorsteher der Priester der Nechbet
- EK8: Mann (Name unbekannt) mit Ehefrau Ahneferu, Neues Reich
- EK8(a): Bebi, 18. Dynastie
Titel: General der Herrschertruppe
- EK8(b): (neuerdings EK 46) Djaty Senusret, 12. Dynastie
- EK9: Rensonb, Zweite Zwischenzeit
Titel: General der Herrschertruppe
- EK10: Sobeknacht II., Ende 17. Dynastie
Titel: Gaufürst von Necheb

## Bedeutende Gräber der Nekropole

### Grab des Paheri (EK3)
Koordinaten: 25° 7′ 39,1″ N, 32° 47′ 55,9″ O

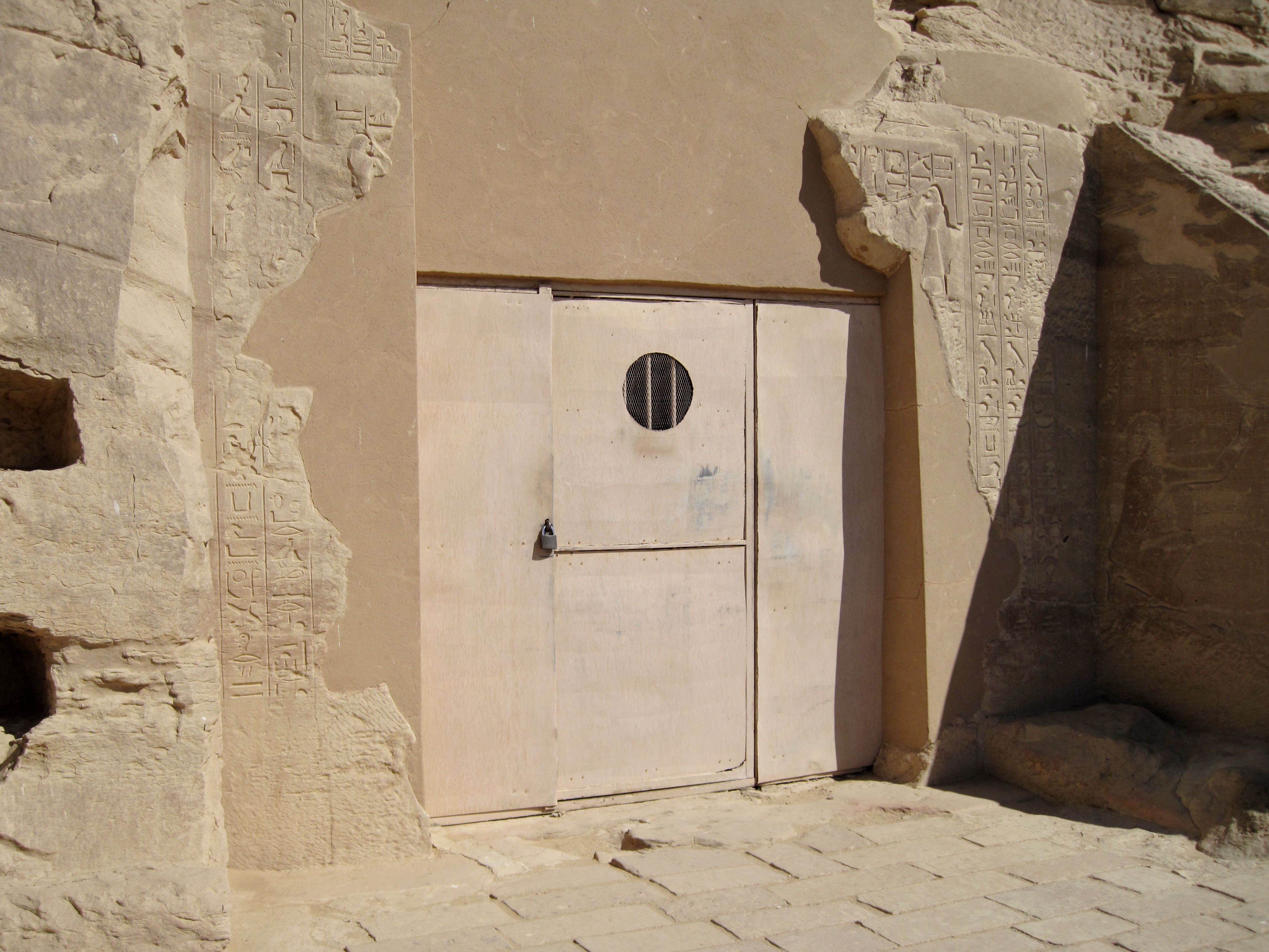
Eingang zum Grab des Paheri

Das Grab des Paheri ist das größte und am reichsten ausgestattete Grab der Felsengräber von el-Kab. Es stammt aus der Zeit der 18. Dynastie des Neuen Reiches. Paheri war in der Herrschaftszeit von Pharao Thutmosis III. Gaufürst (ḥ3.tj-ˁ Hatia; auch als Nomarch oder Bürgermeister bezeichnet) von Necheb und Junyt im Nechengau, dem 3. oberägyptischen Gau, sowie oberster Priester des Kults zu Ehren der Göttin Nechbet. Als Schreiber war er auch für die Getreideversorgung in einem weiten Bereich im Süden Oberägyptens verantwortlich.

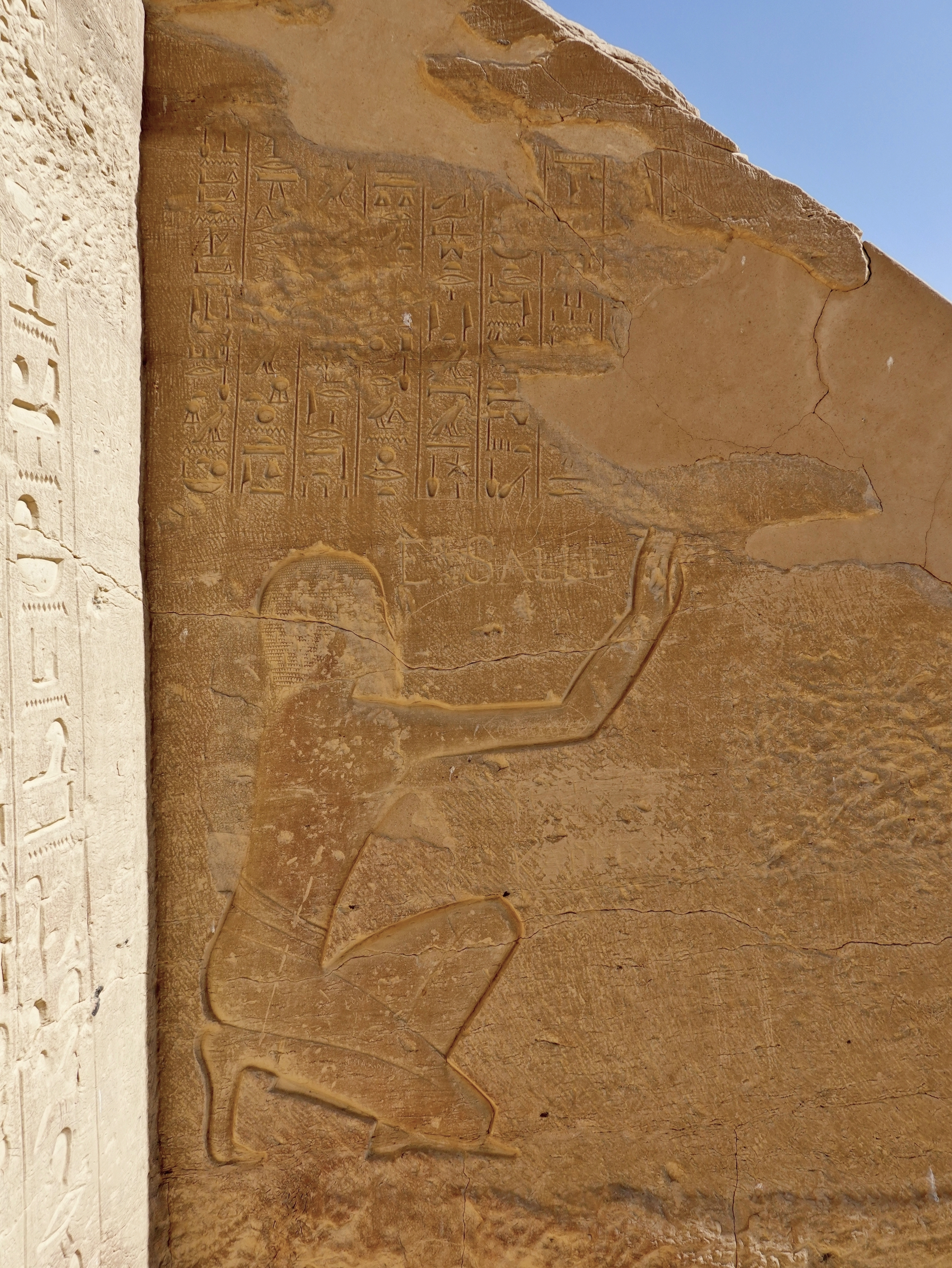
Kniender Paheri

An der rechten Seite des Eingangs zum Felsengrab befindet sich ein Relief des Paheri, kniend, die Arme nach Süden gerichtet und mit einem Schurz bekleidet. Die beschädigte Hieroglypheninschrift beinhaltet eine Hymne an Nechbet: „Huldigung dir, Herrin der Mündung der beiden Täler, Herrin des Himmels.“ Der Rest der Fassade, an der sich Inschriften mit Gebeten zu anderen Gottheiten befanden, ist stark beschädigt. Die beiden linken Kolumnen enthalten eine Anbetung des Amun-Re. Hinter dem Eingang an der Südseite des Grabes öffnet sich ein 8,30 Meter langer und 3,80 Meter breiter Raum mit einer in der Grabesmitte 3,50 Meter hohen Decke, die einem geraden Tonnengewölbe gleicht. Wände und gewölbte Decke des aus dem Felsen herausgearbeiteten Innenraums sind mit erhabenen flachen Reliefs (Basreliefs) verziert.

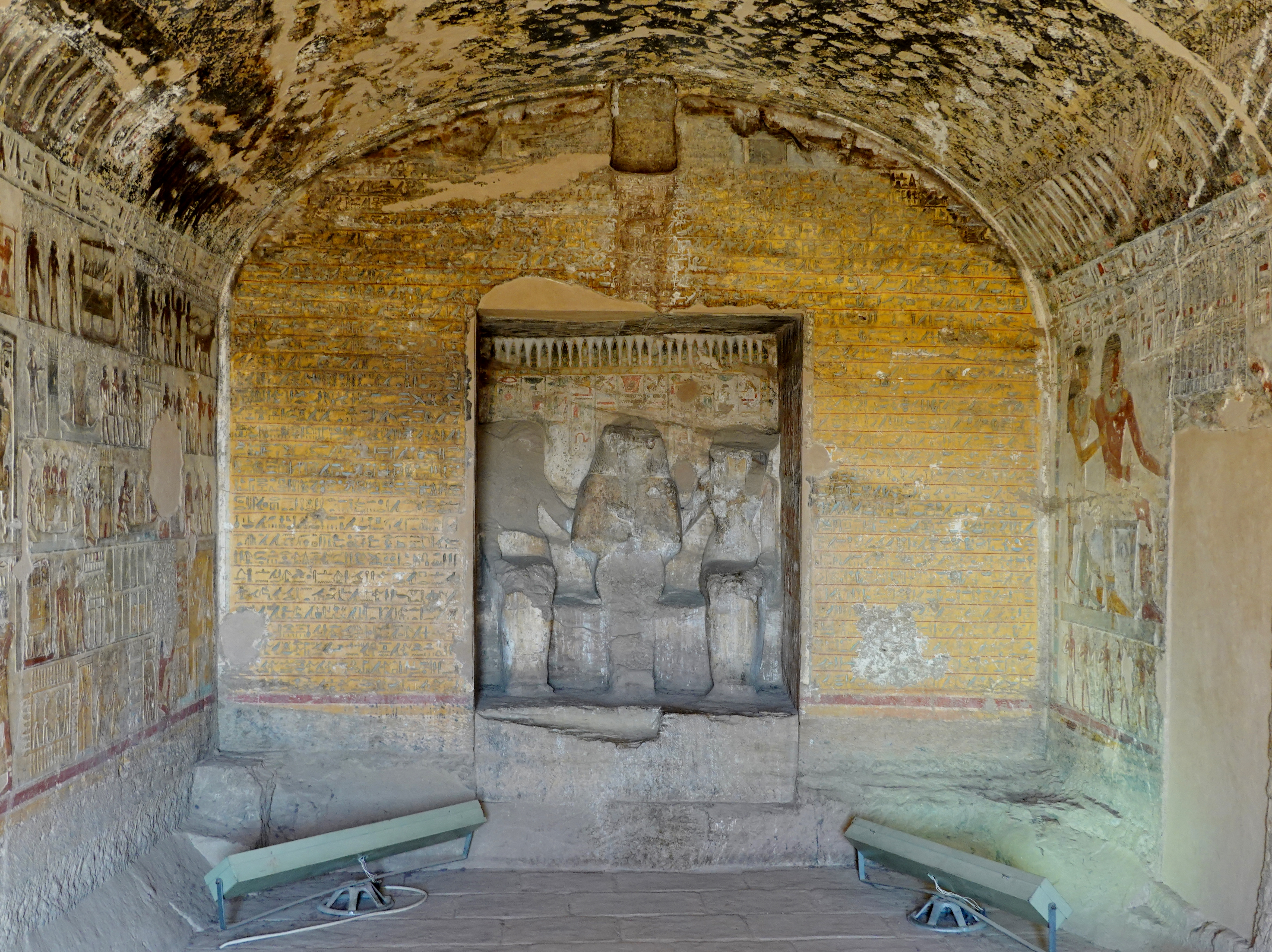
Rückwand mit Statuennische

In der Mitte der dem Eingang gegenüberliegenden Wand ist eine 1,80 Meter hohe, 1,50 Meter breite und 1,73 Meter tiefe Nische eingelassen, in der Hochreliefs, ähnlich Skulpturen, den Grabherrn Paheri, rechts von ihm dessen Ehefrau Henut-er-neheh und links seine Mutter Kem in sitzender Haltung darstellen. Alle drei Sitzbilder sind, zum Teil stark, beschädigt. Die Figuren sind umgeben von farbigen Wandreliefs. Sie zeigen auf der Westseite Paheri und seine Frau neben einem Opfertisch sitzen, während ihr Sohn Amunmose die geopferten Lebensmittel weiht. Darunter erscheinen die sechs Kinder des Paheri, drei Söhne und drei Töchter. An der Ostwand der Nische steht Paheri vor den sitzenden Königssöhnen Wadjmose und Amunmose, Söhne des Pharaos Thutmosis I., sowie den hinter diesen sitzenden Eltern des Paheri. Unter ihnen sind die sechs Söhne und drei Töchter der Kem abgebildet, unter ihnen ihr Sohn Paheri. Die lange Inschrift um die Nische an der Rückwand des Grabes, leicht eingeschnitten in den Sandstein und mit blauer Farbe gefüllt, nennt die Verdienste des Paheri, enthält Gebete für eine glückliche Zukunft und den Wunsch der Rezitation der Opferformeln seitens der Besucher des Grabes, um für den Ka des Verstorbenen zu beten.

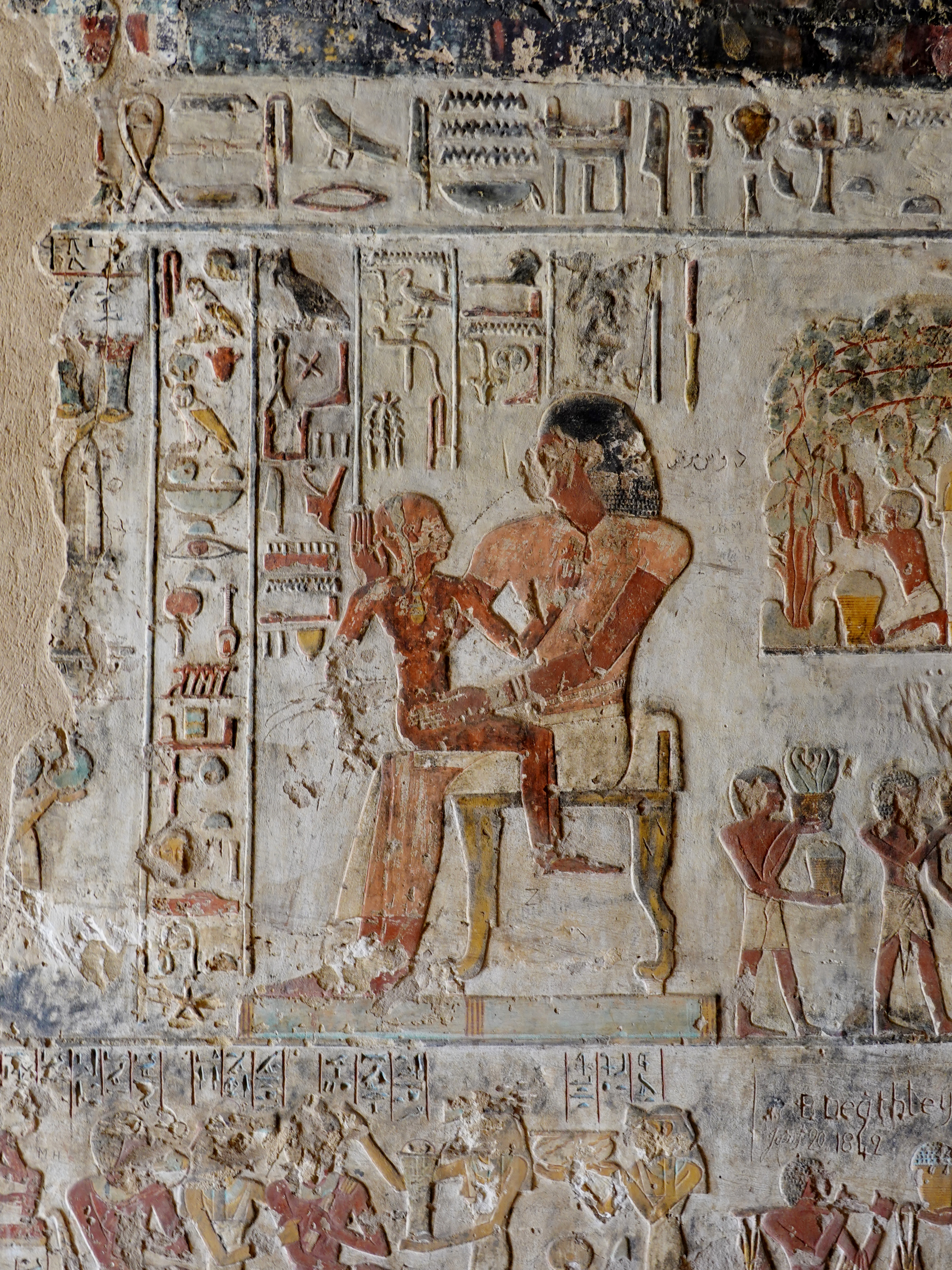
Paheri mit Prinz Wadjmose

Die Reliefdarstellungen an der westlichen Grabwand sind in drei große Sektionen unterteilt. Die erste zeigt Paheri in seiner Funktion als Schreiber und Bürgermeister. Danach folgen Szenen seiner Aktivitäten im privaten Bereich und in Richtung nordwestlicher Ecke wurden Darstellungen des Totenkults gewählt. Für Altertumswissenschaftler besonders interessant ist dabei der vordere Bereich gleich links des Eingangs, wo in drei Registern untereinander das landwirtschaftliche Leben im Alten Ägypten über das ganze Jahr von der Saat bis zur Ernte abgebildet ist, flankiert von dem links größer dargestellten Paheri mit den Attributen der Macht in seinen Händen, einem Stock und dem Sechem-Zepter. Unter den landwirtschaftlichen Szenen erscheinen Tierherden aus Rindern, Eseln, Ziegen und Schweinen, dahinter das Wiegen von Gold aus den Bergwerken, gefolgt von zwei Schiffen mit Kabinenaufbau und zwei, die Weizen und Gerste geladen haben. Über Darstellungen des Vogelfangs und der Fischerei gibt es ein Bildnis des sitzenden Paheri, der den nackten Prinzen Wadjmose auf dem Schoß hält. Es wird angenommen, dass Paheri in jungen Jahren wie auch sein Vater, der Schreiber Atefrura, Lehrer und Erzieher des Prinzen war. Das nördliche Ende der Westwand stellt eine Totenprozession dar, die unten rechts mit der Anbetung des Osiris seitens Paheri endet.

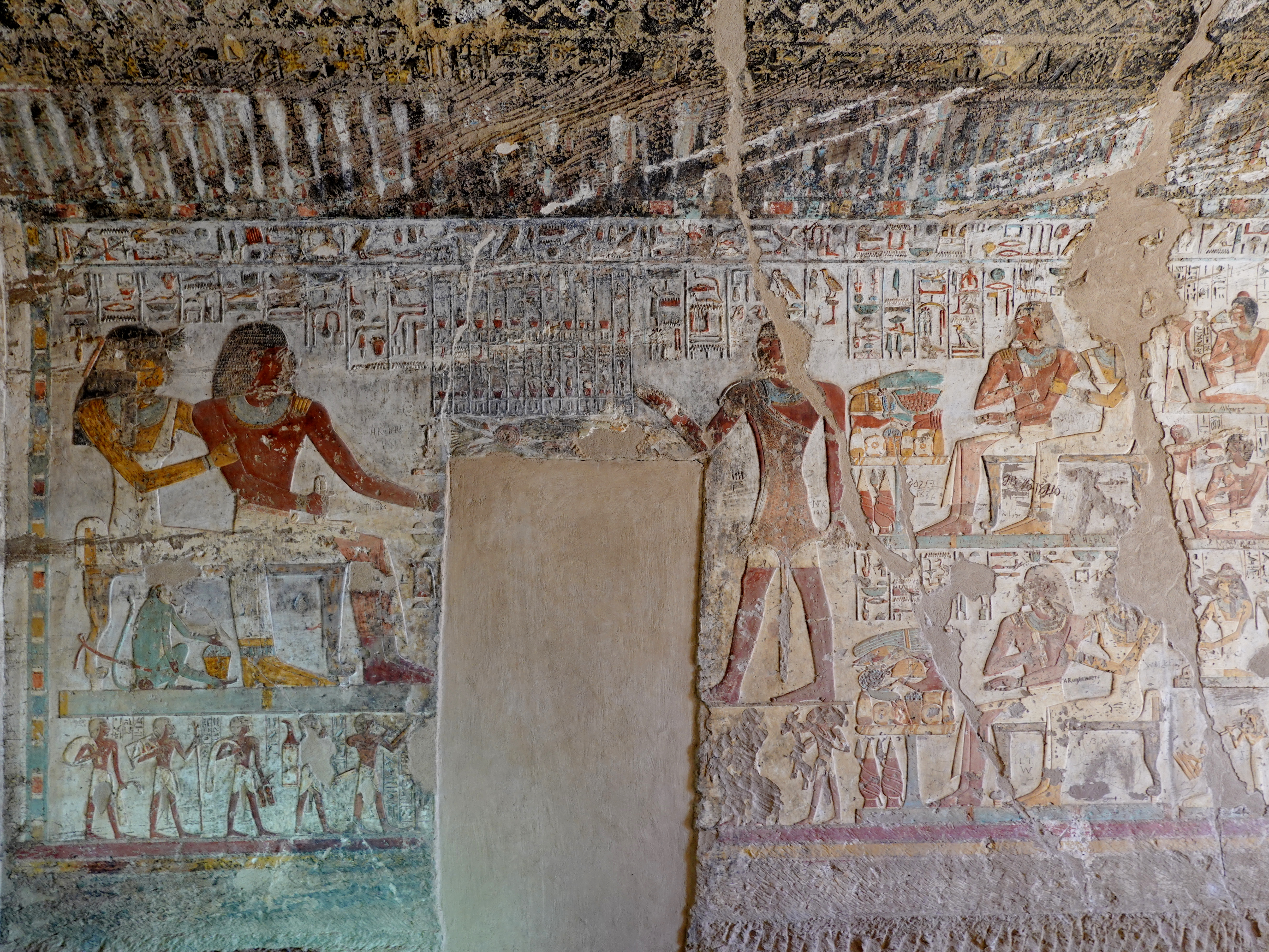
Amunmose vor Paheri und Henut-er-neheh

In die Ostwand wurde in späterer Zeit ein Durchgang zu drei weiteren Kammern gehauen, die ungeschmückt blieben. Dadurch wurden Teile der Reliefs der Ostwand zerstört. Links des Durchgangs sind Paheri und seine Frau Henut-er-neheh im Großformat auf einer Bank sitzend dargestellt, zu ihren Füßen ein angeleinter Affe. Sie blicken in Richtung Grabeingang, wo sich vor ihnen möglicherweise ein Gabentisch befand, der durch das Einfügen des Durchgangs zu den anderen Kammern nur noch bruchstückhaft kenntlich ist. Rechts des Durchgangs steht mit Blick zu seinen Eltern deren wahrscheinlich ältester Sohn Amunmose, bekleidet mit einem einen Sem-Priester kennzeichnenden Pantherfell, der die Geschenke darbringt. Hinter Amenmes erscheinen die Teilnehmer am Totenmahl, zunächst in zwei Reihen untereinander die Großeltern des Paheri mütterlicherseits Ahmose und seine Frau Iput sowie unter ihnen die Eltern Atefrura und Kem, dahinter in vier Reihen weitere Verwandte, oben Männer und unten Frauen. An Ahmose, Sohn der Ibana, den Großvater von Paheri, erinnert ein eigenes Felsengrab in el-Kab, das als EK5 bezeichnet wird. Nahe dem Eingang werden nochmals Paheri und Henut-er-neheh im Großformat gezeigt, diesmal hintereinander stehend, wie sie Opfergaben an die Götter darbringen. Hinter Henut-er-neheh sind in kleinerem Maßstab drei ihrer Kinder dargestellt, die Tochter Tatetes oben, die Söhne Amunmose in der Mitte und Rahetep unten.

Abzeichnungen der Grabreliefs von Ende Oktober 1843 unter Richard Lepsius
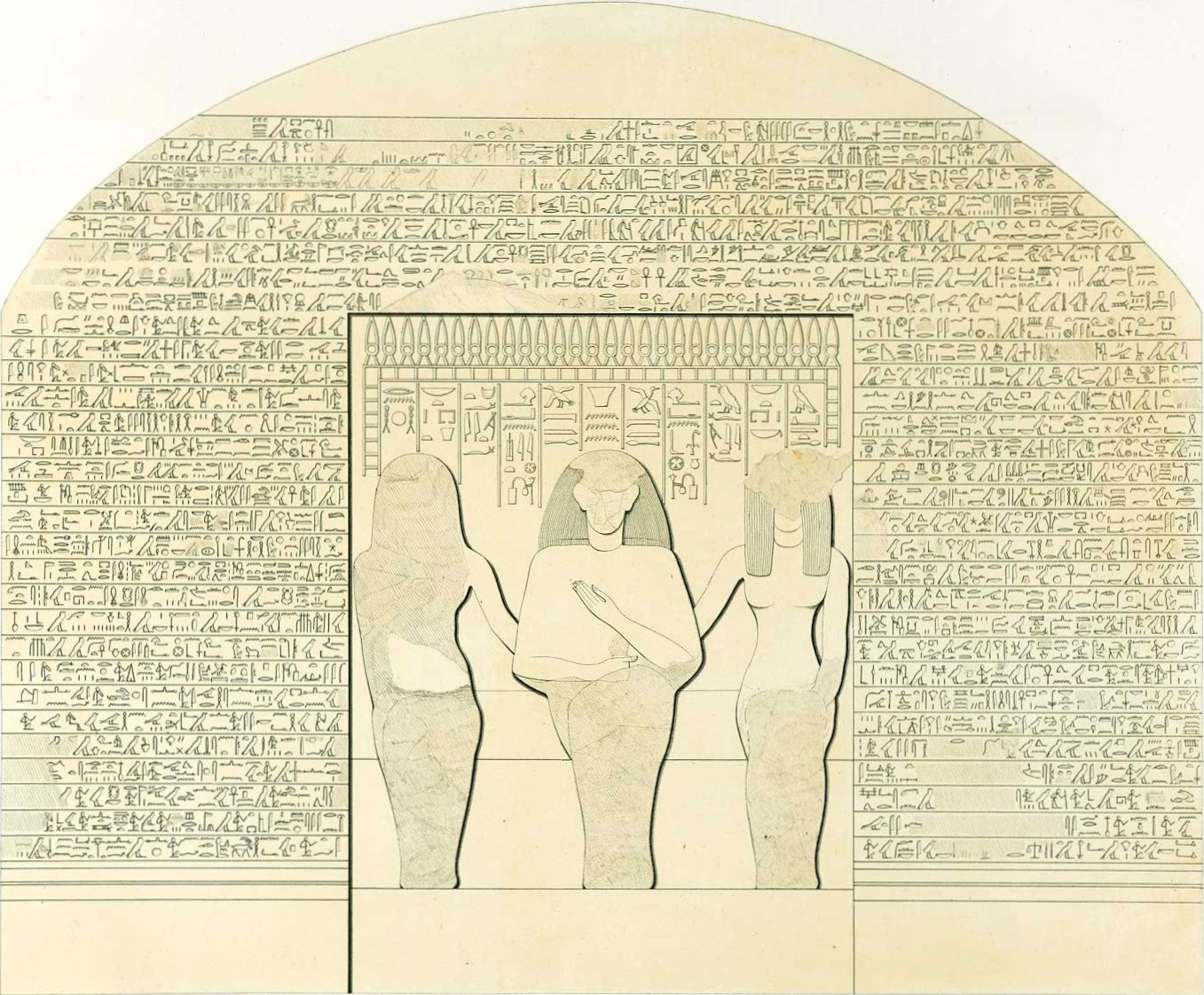
Nordwand des Grabes mit zentraler Nische
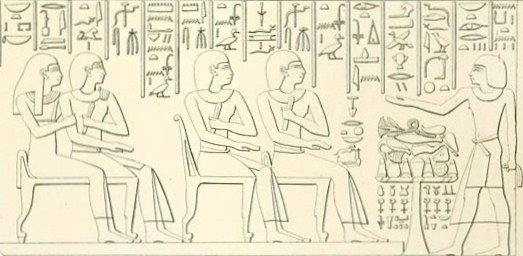
Ostseite der Nische mit Paheri rechtsseitig
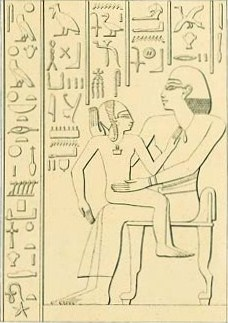
Westwand: Paheri mit Prinz Wadjmose
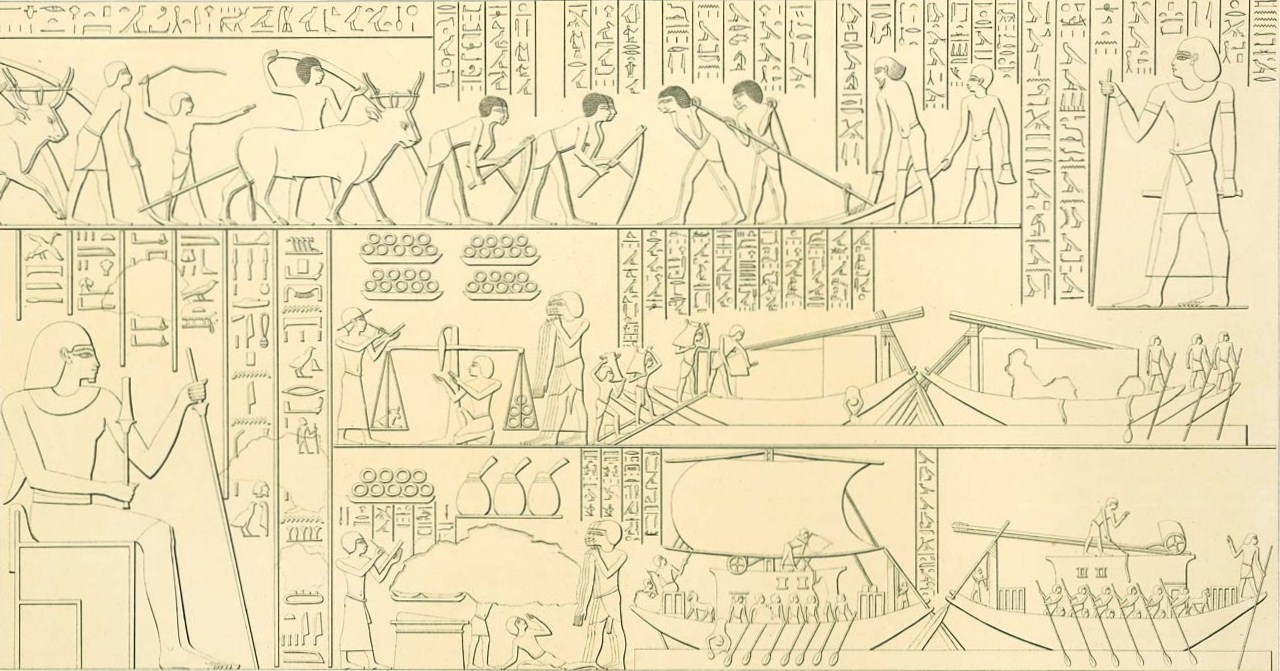
Landwirtschaft und Schiffe an der Westwand

An der Südwand sind von den Reliefs über und neben dem Ein- bzw. Ausgang nur die östlichen erhalten. Man nimmt an, dass die westlichen Reliefs symmetrisch zur östlichen Darstellung des dort stehend abgebildeten Paheri gestaltet waren. Paheri trägt dort einen Schurz und einen transparenten Umhang. Über ihm steht in Hieroglyphen: „Geh hinaus ins Land zu sehen die Sonne […]“ Darüber befindet sich ein Schiff als östlicher Teil des nicht mehr vollständigen Reliefs über dem Türsturz.

### Grab des Setau (EK4)
Koordinaten: 25° 7′ 39,0″ N, 32° 47′ 55,6″ O

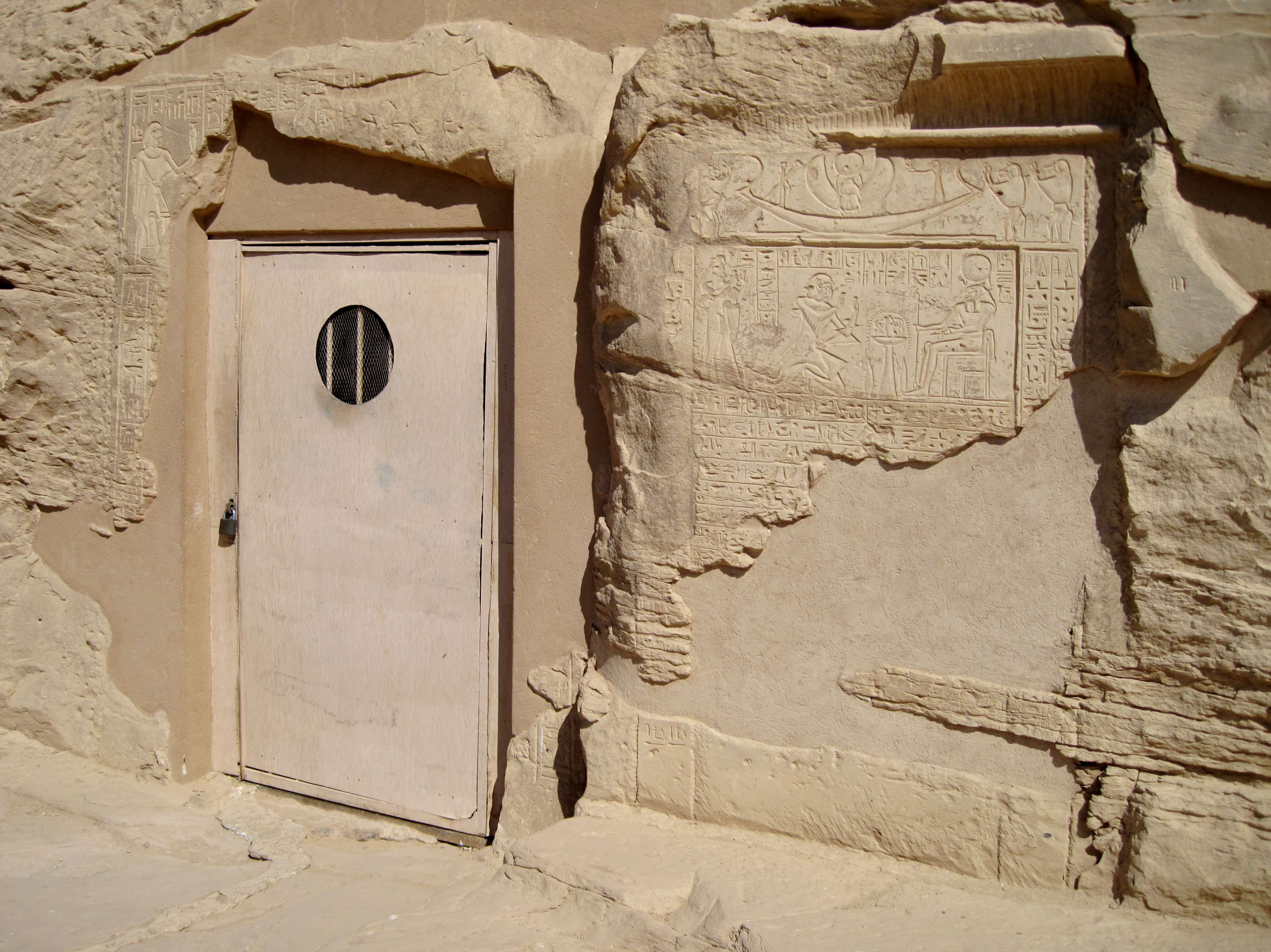
Eingang zum Grab des Setau

Setau war in der Zeit der 20. Dynastie Erster Priester (Hohepriester) der Nechbet unter Ramses III. und Ramses IV. Im Relief der Fassade rechts des Grabeingangs erkennt man ihn mit seiner hinter ihm stehenden Gemahlin bei der Anbetung des Gottes Re-Harachte. Darüber befindet sich, von Pavianen flankiert, Chepre mit der Sonnenscheibe in einer Barke. Das Fassadenrelief ist ansonsten stark beschädigt. Das Grab des Setau gleicht vom Aufbau und der Ausschmückung dem des Paheri, ist aber über vier abwärts führende Stufen erreichbar und die Decke besteht aus unbearbeitetem Fels. Es weist zwei niedrige Nebenkammern auf, die nachträglich gefertigt wurden. Deren Zugänge an der Westseite der Rückwand und der Ostwand sind nur etwas über einen halben Meter hoch.

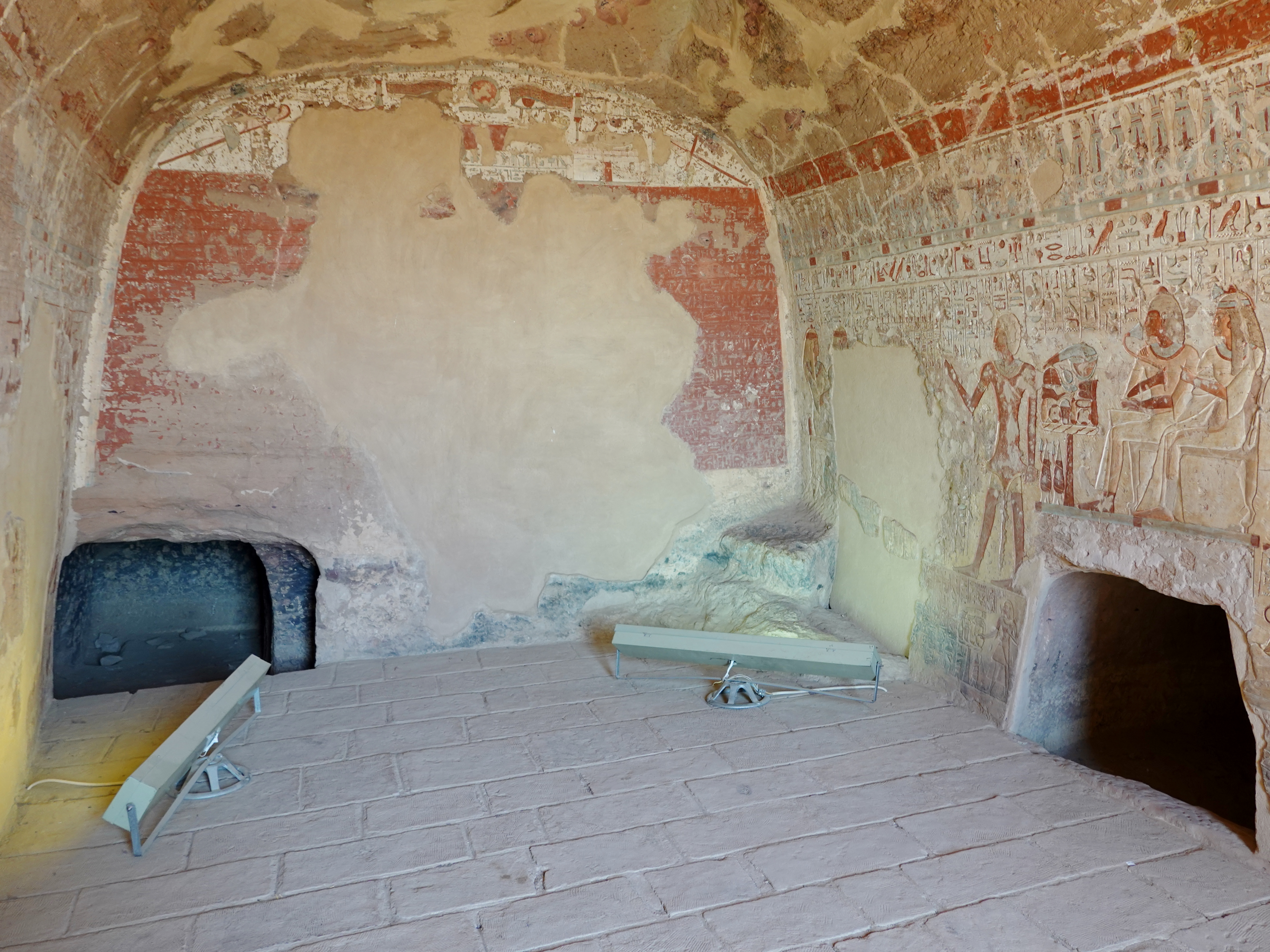
Innenraum mit Nebenkammern

In der Rückwand gab es wohl keine Statuennische, wie in der des Paheri. Jedenfalls ist eine solche nicht mehr erkennbar, die Wand ist heute glatt verputzt. Zu den Seiten der Wand befinden sich Reste einer Hieroglypheninschrift auf rotem Grund. Auch die Reliefs der Westwand sind stark zerstört. Erhalten sind Teile von vier Schiffen, eines mit einem Schrein, die Barke der Nechbet, anlässlich eines Jubiläums von Ramses III.
An der nördlichen Seite der Ostwand sitzen wie im Grab des Paheri der Grabinhaber, hier Setau und seine Ehefrau, auf einer Bank, unter ihnen ein angeleinter Affe. Große Teile des Reliefs der Darstellung Setaus und des mutmaßlichen Gabentischs vor dem Paar sind nicht mehr vorhanden. Rechts davon folgt ihr Schwiegersohn Ramsesnacht mit dem Pantherfell eines Sem-Priesters, danach ein Paar vor einem Speisetisch sitzend. Unter diesem würde man, analog zum Grab des Paheri, ein weiteres Paar erwarten. Dort befindet sich jedoch der niedrige Durchgang in die oben genannte östliche Nebenkammer. Es schließen sich die vier Reihen männlicher und weiblicher Gäste an, wahrscheinlich Verwandte des Setau. Die Ostwand endet im südlichen Abschnitt mit Bildern von Setau und seiner Frau im Großformat beim Opfern für die Götter.
Wie im Grab des Paheri erscheint an der Südwand des Ein- und Ausgangs der Grabinhaber im Großformat mit Blick Richtung Türöffnung. Setau trägt hier jedoch ein Pantherfell unter dem durchsichtigen Umhang. Auch die weitere Gestaltung der Reliefs bis über den Türsturz unterscheidet sich vom östlich gelegenen Grab des Paheri, ist aber wie jenes stark beschädigt. Mehrmals erscheint im Grab Merire, der das Grab dekoriert hat.

### Grab des Ahmose, Sohn der Ibana (EK5)
Koordinaten: 25° 7′ 39,0″ N, 32° 47′ 55,3″ O

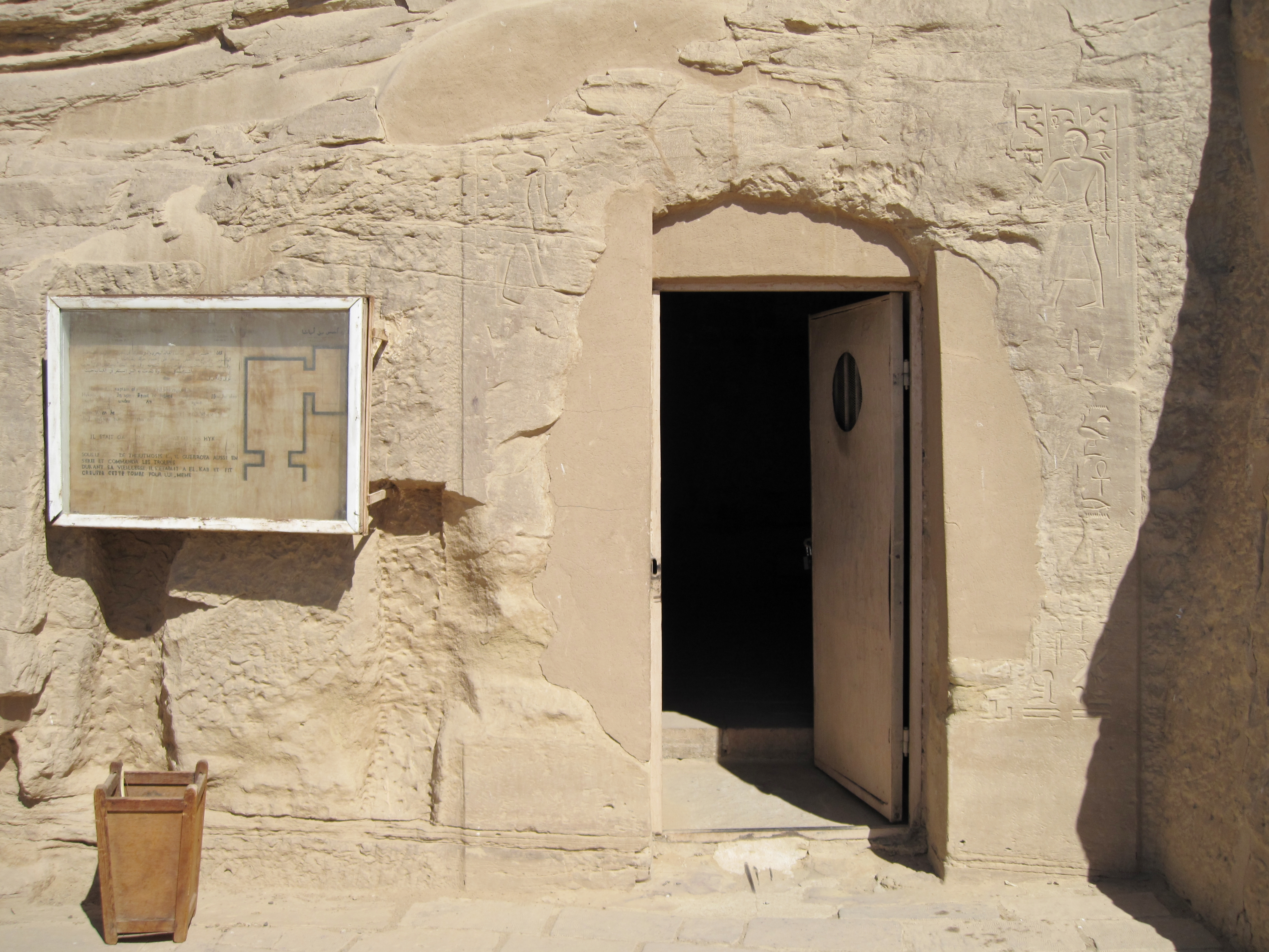
Eingang zum Grab des Ahmose

Ähnlich dem Grab des Paheri öffnet sich hinter der beschädigten Fassade ein rechteckiger Raum mit einer gewölbten Decke. Ahmose, Sohn der Ibana, war ein Marineoffizier zur Zeit der 18. Dynastie, der unter den Pharaonen Ahmose I., Amenophis I. und Thutmosis I. zum höchsten Befehlshaber der ägyptischen Kriegsflotte aufstieg, vergleichbar einem Admiral. Seine Mutter hieß Ibana (auch Abana oder Ebana transkribiert), sein Vater Baba diente als Offizier in der Armee des Seqenenre. Ahmose war beteiligt an den Belagerungen und Einnahmen von Auaris und Scharuhen im Kampf gegen die Hyksos, den „Herrschern der Fremdländer“, an der Niederschlagung von zwei oberägyptischen Aufständen sowie mehreren Feldzügen nach Nubien (Nehset), Kerma (Kasch) und gegen Mittani (Naheryn). Unter Amenophis I. wurde er zum „Krieger des Herrschers“ ernannt und Thutmosis I. beförderte ihn zum Oberbefehlshaber der Kriegsmarine.
Das Grab des Ahmose wurde nicht fertiggestellt. Teile der Wände, vor allem der Westwand, blieben ohne Verzierungen mit Reliefs. An den ungeschmückten Wandstellen kann man jedoch Vorzeichnungen erkennen. In der Rückwand des Grabes des Ahmose gab es mit Sicherheit keine Nische mit Statuenreliefs wie im Grab des Paheri. Die Flachreliefs sind zwar nicht mehr vollständig, doch ziehen sie sich über die gesamte Wandfläche.

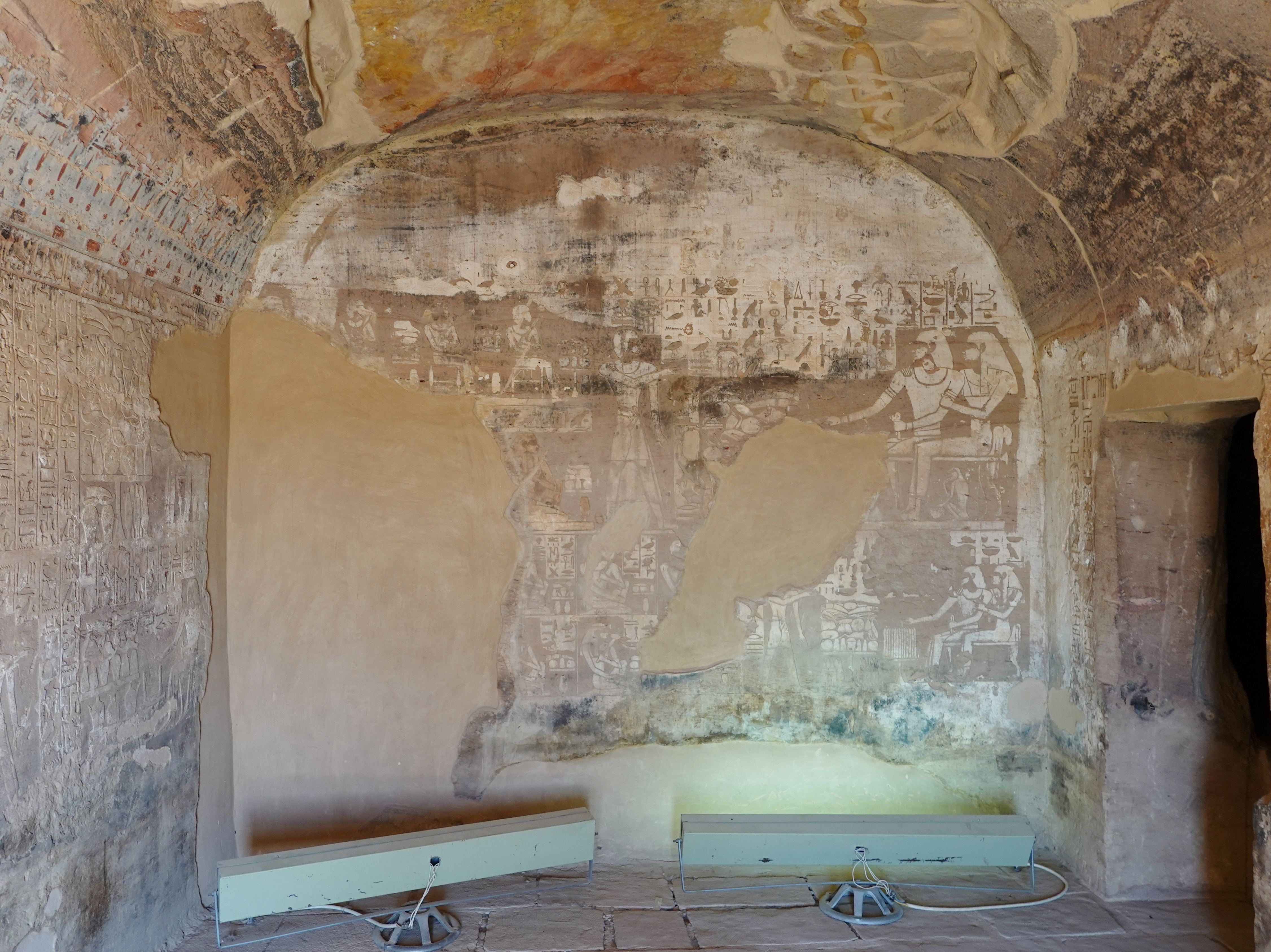
Rückwand der Grabkammer

An der rechten Seite der Rückwand, unterteilt in zwei Sektionen, sind oben Ahmose und seine Ehefrau Iput in sitzender Position zu sehen. Unter der Bank, auf der sie Platz nahmen, ist ein Früchte essender Affe dargestellt. Dem Paar zugewandt befindet sich auf der Mitte der Rückwand ihr Enkel Paheri, der stehend den Arm in Richtung Ahmose und Iput ausstreckt. Zwischen ihnen steht ein mit Speisegaben bedeckter Tisch. Im Rücken Paheris sind, in zwei weitere Sektionen unterteilt, die verstorbenen Kinder des Ahmose dargestellt. In der unteren dieser Sektionen sitzt eine weibliche Figur, die als „seine Mutter“ bezeichnet wird, deren Name jedoch unvollständig ist. Es scheint hier möglicherweise Kem als Mutter des Paheri gemeint, die ja die Tochter des Ahmose war. Hinter ihr ist das Relief zerstört. Die untere Sektion der Rückwand gibt, etwas kleiner gehalten, eine ähnliche Szenerie wider: Ein rechts sitzendes Paar, von dem die Frau als „Kema“ (Kem, Mutter des Paheri?) bezeichnet ist, wird vor einem Tisch sitzend von Paheri in der Mitte mit Gaben bedacht. Hinter diesem erscheinen, wieder in zwei kleinere Sektionen unterteilt, die Kinder des Paares, oben die Söhne, unter ihnen Paheri, unten die Töchter, von deren Namen nur der der Imen-sat vollständig erhalten ist.

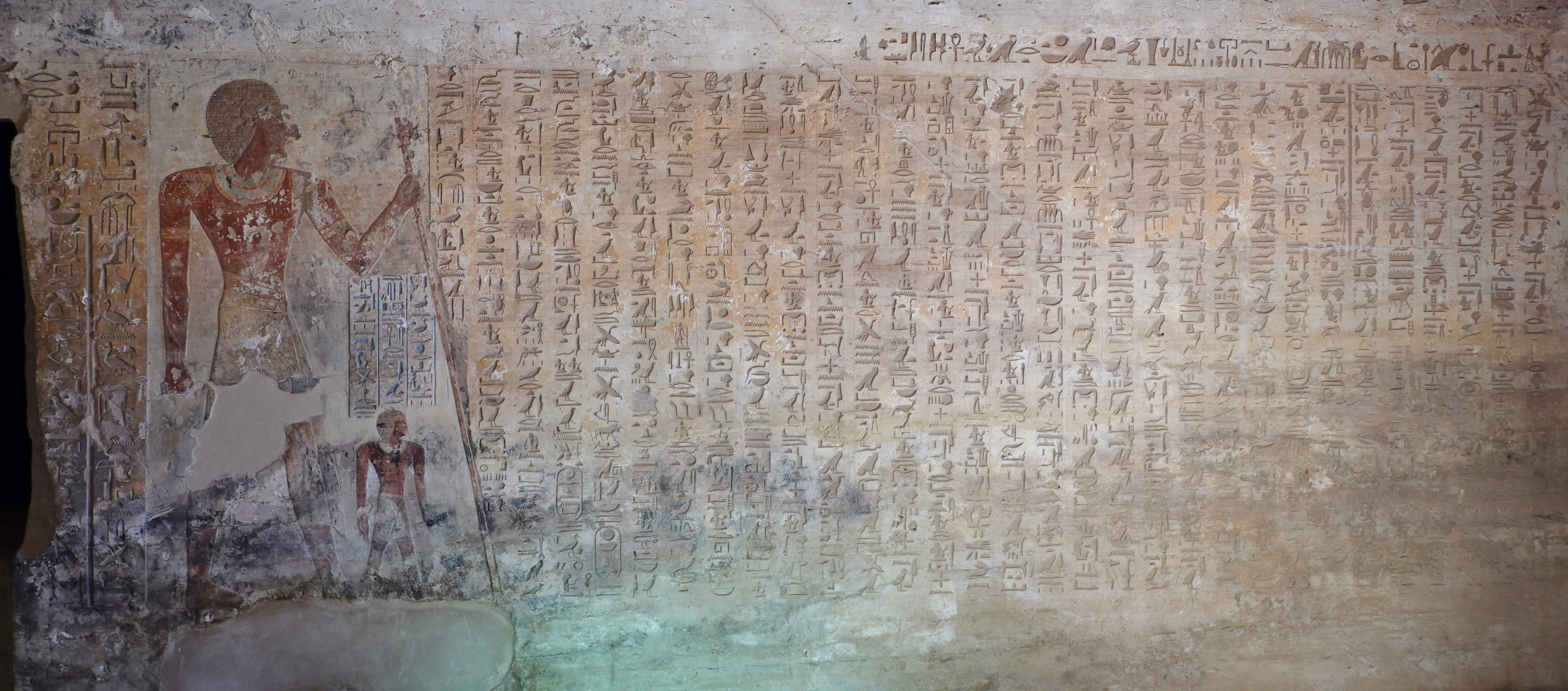
Biografie des Ahmose, Sohn der Ibana, als Hauptteil der Ostwand

Die Ostwand besitzt an ihrer Nordseite einen über 1,60 Meter hohen Zugang zu einer weiteren Grabkammer, die keine Wandausschmückung trägt. Der Durchgang wurde nachträglich eingefügt, wodurch ein an der Wand angebrachter Text aus Hieroglyphen größtenteils zerstört ist. Rechts und links des Durchgangs sind je zwei beschädigte Kolumnen der Inschrift erhalten. In Richtung Grabausgang schließt sich ein lebensgroßes Abbild des Ahmose an, der sich mit der linken Hand auf einen Würdenstab stützt. Vor ihm steht, in viel kleinerem Maßstab, sein Enkel Paheri. Beide blicken in Richtung eines Textes, der als Autobiografie des Ahmose bezeichnet wird. Wie die Inschrift über der Darstellung des Paheri angibt, ist jedoch dieser der Verfasser der Biografie des Ahmose, seines Großvaters: „Es war der Sohn seiner Tochter, der die Arbeit in diesem Grab unternahm, verewigend den Namen des Vaters seiner Mutter, der Schreiber des Amun, Paheri, gerecht (wahr) an Stimme.“

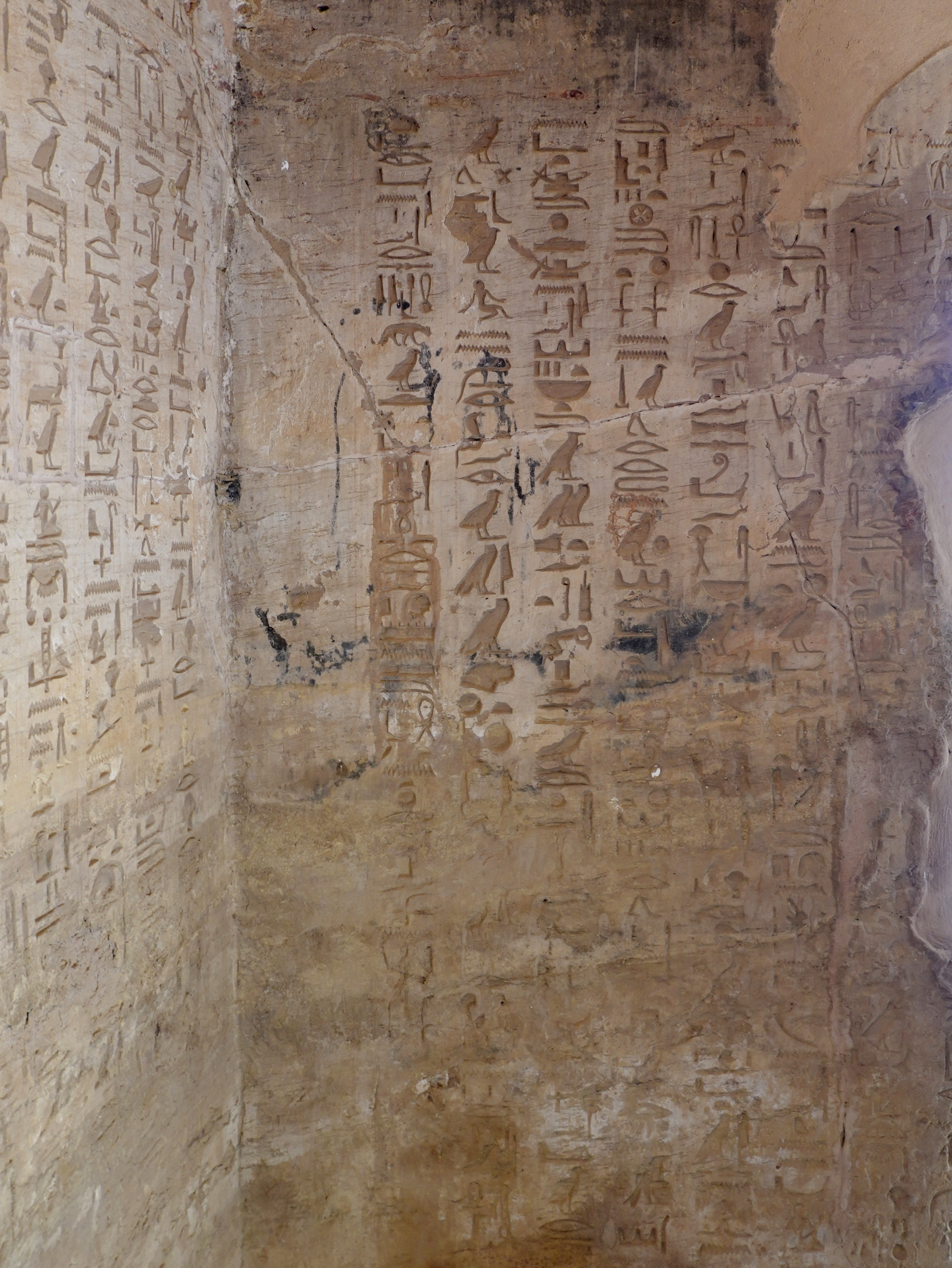
Südwand am Eingang

Neben den Siegesberichten des Kamose, dem letzten Pharao der 17. Dynastie, gilt die Biografie des Ahmose, Sohn der Ibana, in seinem Felsengrab von el-Kab zu den wichtigsten, wenn auch knappen zeitgenössischen Texten über die Vertreibung der Hyksos aus Unterägypten. Unter anderem leitete Kurt Sethe aus ihr 1905 die Dauer der Belagerung von Scharuhen durch Ahmose I. von drei Jahren ab. Die Inschrift beginnt rechts der Darstellung des Ahmose mit seinem Enkel Paheri und verläuft auf der Ostwand des Grabes nach Süden, wo sie an der Südwand bis zum Grabein- beziehungsweise -ausgang eine Fortsetzung findet. Auf der Ostwand befinden sich dabei 31, auf der Südwand 9 Kolumnen, wobei die Kolumne 32 in der Ecke der Südwand vollständig zerstört ist. Der Text unterteilt sich vom Inhalt her in zehn Abschnitte: 1. Einleitung, 2. Jugendzeit, 3. Vertreibung der Hyksos, 4. Nubischer Feldzug des Königs Ahmose I., 5. Unterwerfung des Rebellen AAt jw, 6. Vernichtung des Rebellen &t i–an (Tetian), 7. Nubischer Feldzug des Königs Amenophis I., 8. Nubischer Feldzug des Königs Thutmosis I., 9. Syrischer Feldzug des Königs Thutmosis I., 10. Greisenalter. Trotz der Urheberschaft des Paheri ist die Inschrift der Lebensgeschichte des Ahmose als Ich-Erzählung gehalten. Ahmose berichtet über seine Erfolge und die ihm dafür gewährten Gaben und Auszeichnungen seitens der verschiedenen Herrscher, unter denen er diente. Aus dem Inhalt des Textes:

„Bei der Belagerung von Auaris sah der Pharao mich tapfer zu Fuß kämpfen und orderte mich auf sein Schiff ... Dann eroberten wir Auaris. Ich schleppte vier Leute von dort weg ..., und seine Majestät gestattete mir, sie als Sklaven zu behalten. Danach belagerten wir Scharuhen, und nach drei Jahren plünderte seine Majestät die Stadt. Auch ich erhielt meinen Anteil an der Beute: zwei Frauen und einen Arbeiter. Erneut erhielt ich das Ehrengold und durfte meine Gefangenen als Sklaven behalten ... Sobald seine Majestät den asiatischen Beduinen geschlagen hatte, wandte er sich südwärts nach Nubien, um die Stämme dort zu zermalmen. Der Pharao schlachtete sie in Scharen ab, und es gelang mir, zwei Gefangene und drei Arbeiter lebend fortzuschleppen. Auch diesmal wurde ich mit Gold belohnt und erhielt zwei Sklavinnen. Dann segelte seine Majestät zurück nach Norden, zufrieden mit dem Ausmaß seiner Siege, denn er hatte den Süden und den Norden wiedererobert.“

Auf der rechten Seite der Südwand, der Westseite, befindet sich eine Auflistung dessen, was Ahmose im Laufe des Lebens von den Königen seiner Zeit für seine Dienste geschenkt bekam. Dabei sind Grundbesitz und Sklaven aus der Kriegsbeute vermerkt. Im Einzelnen sind folgende Sklaven aufgeführt: Sklave PA-mdj („der vom Stamme Medja“), Sklave PAj-Abdw („der von Abydos“), Sklave Snb-nb[f] („sein Herr sei gesund“), Sklave PA[…], Sklave Qnj-pA-HqA („Tapfer ist der Herrscher“), Sklave DHwTj-snbw („Thot ist gesund“), Sklave Sbk-ms („Sobek hat geschaffen“), Sklave Hrj (Fremdname, geschrieben: HA-r-j), Sklave PA-aAm („der Asiat“), Sklavin TA-tjm, Sklavin Sdm(S)-nz („sie gehorche mir“), Sklavin Bkt („Dienerin“), Sklavin KA[…]j-Sj („dann (belohne?) ich sie“), Sklavin T-amT (wohl ein semitischer Fremdname, geschrieben: TA-aA-mT), Sklavin Wab-n-tA-sxmt („rein ist das Land der Sachmet“), Sklavin Istr’m (Fremdname, geschrieben: Ic-tA-r-sw-ms), Sklavin It f-nfr („der gute Vater“), Sklavin Hdt-KA („die welche Kasch …“) und Sklavin Imn-Hr-ccnb („Amun macht gesund“). Beim Namen der Sklavin Istr’m (Isetar-ummi) handelt es sich im Gegensatz zu den anderen Sklaven um einen Namen aus Nordmesopotamien.
An der Südseite der Westwand schließt sich eine unbearbeitete Fläche an, bevor vor der Mitte der Wand beginnend wiederum Familienszenen das Bild der Reliefausschmückung bestimmen. Sie ähneln von der Einteilung in Sektionen und den dargestellten Figuren den Reliefs der Rückwand, sind aber zusätzlich mit Hieroglyphenbeschriftungen versehen. Kurz vor der Ecke zur Nordwand ist eine größere Fläche der Ausschmückung zerstört.

### Grab des Renni (EK7)
Koordinaten: 25° 7′ 38,8″ N, 32° 47′ 54,3″ O

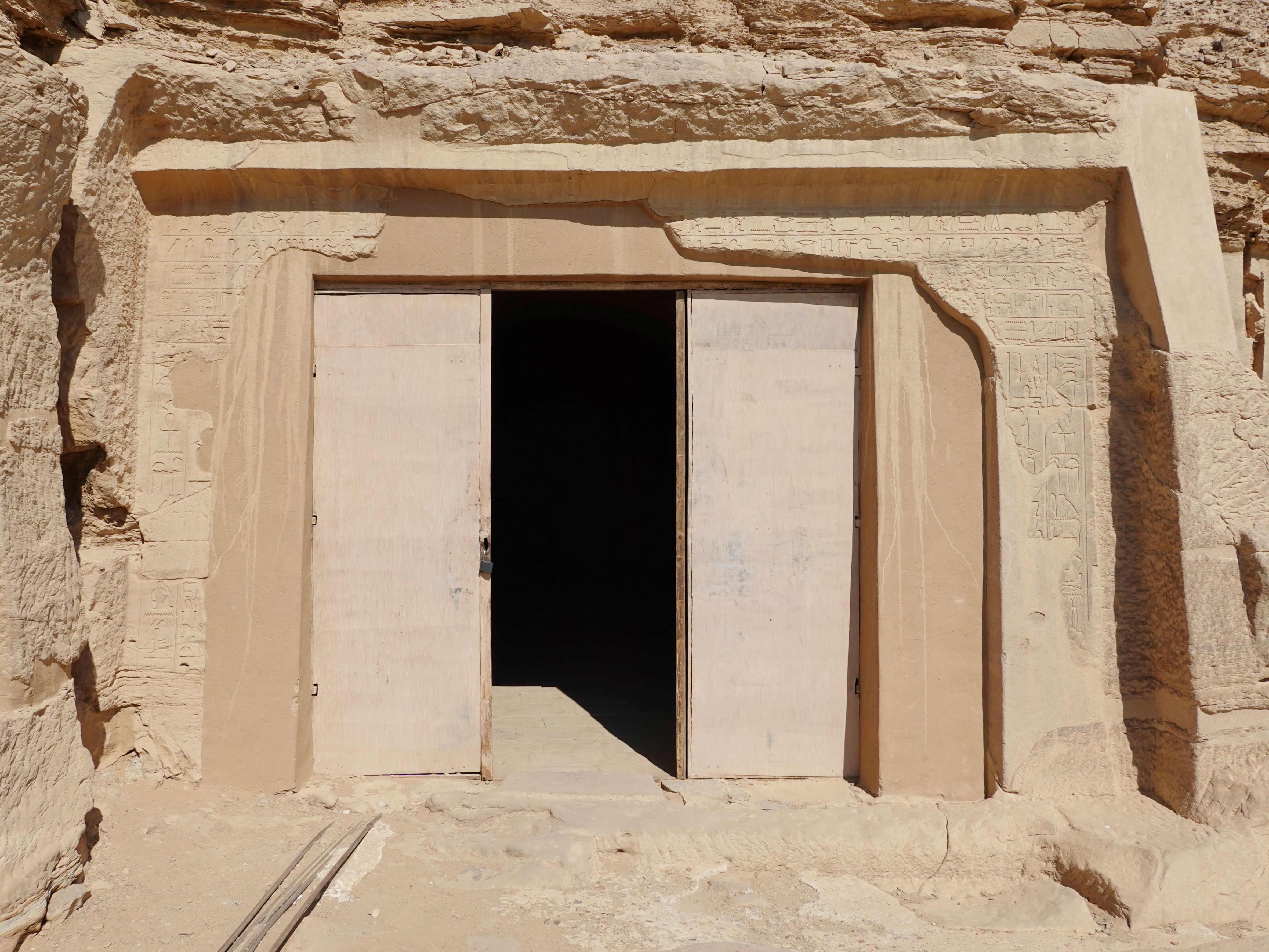
Eingang zum Grab des Renni

Renni oder Reneni war Anfang der 18. Dynastie unter Amenophis I. Gaufürst von Necheb und Vorsteher der Priester der Göttin Nechbet. Sein Felsengrab ist ohne die hintere Nische 9,10 Meter, einschließlich dieser 11,30 Meter lang, durchschnittlich 3,40 Meter breit und 3 Meter hoch. An der rechten hinteren Seite befand sich eine jetzt zugemauerte Öffnung als Zugang zu einem kleineren Raum von etwa 3 m² Grundfläche. Dabei handelte es sich um eine Kammer für Grabbeigaben, die wohl Teil des ursprünglichen Bauplans war. Die Decke der Hauptkammer ist gewölbt und die Seitenwände verjüngen sich zur Rückwand etwas. In der Mitte der Rückwand befindet sich eine Nische, ähnlich der in der Grabkammer des Paheri. Hier wurde jedoch nur eine Person als statuenähnliches Hochrelief aus dem umgebenden Fels herausgearbeitet. Dieses den Grabinhaber darstellende Sitzbild ist fast völlig zerstört. Hinter ihm sind auf beiden Seiten der Wand unter zwei Horusaugen (Udjat) zwei auf Podesten liegende Schakale abgebildet, den Gott Anubis symbolisierend.

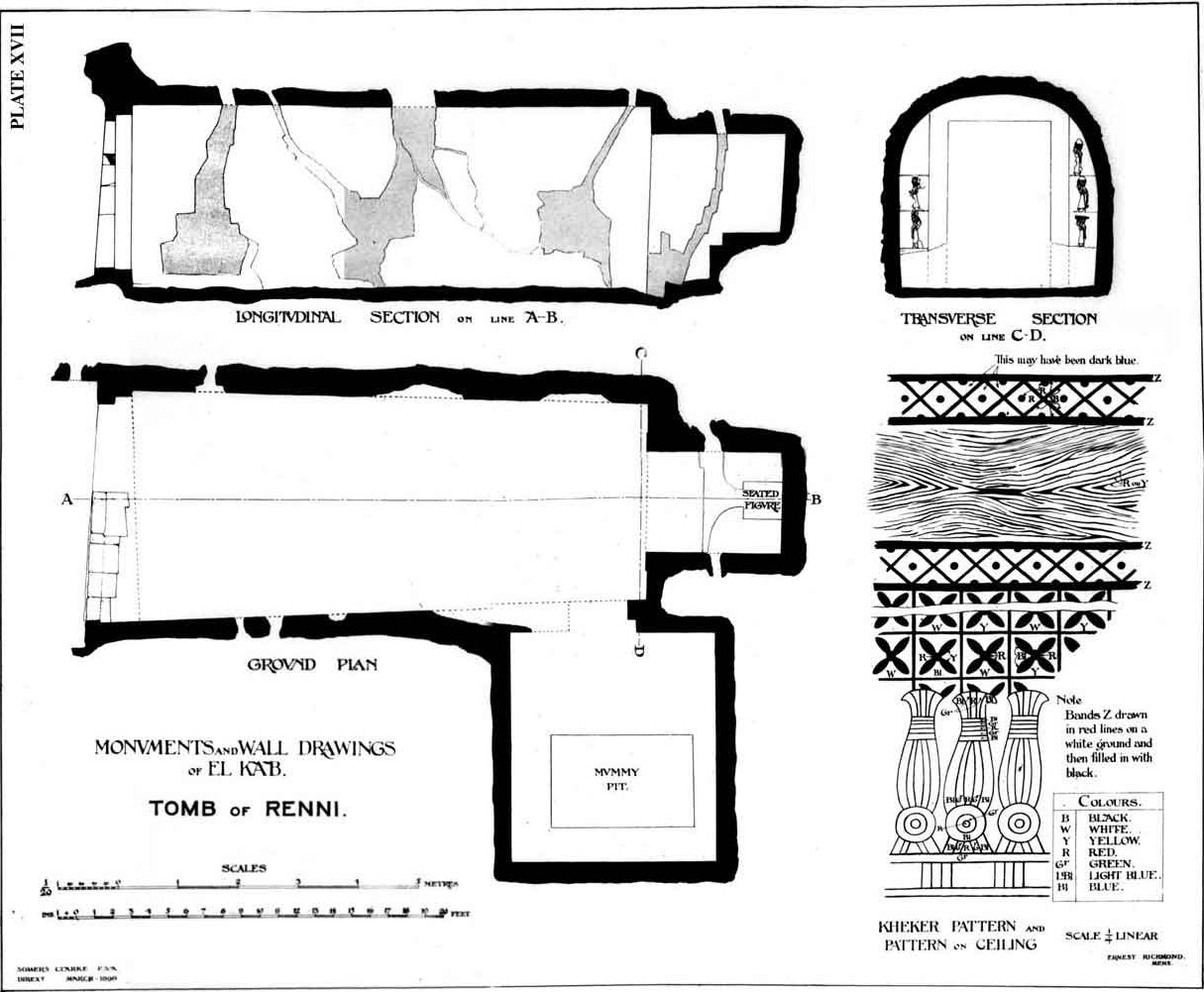
Plan des Grabes nach Joseph John Tylor aus dem Jahr 1900

An beiden Seiten der Nische sind Malereien aufgebracht, die rituelle Szenen beinhalten. Dabei sitzen an der jeweils hinteren oberen Seite Renni begleitet von seiner Mutter Ahmose auf einer Bank. An der Ostseite steht vor ihnen ein Opfertisch, deren Gaben rechtsseitig in der oberen Sektion des Bildes in einer Liste aufgeführt sind. Unter dieser Aufzählung erscheinen in zwei Reihen neun Söhne des Renni. In der unteren Reihe stehen Djehuti-Ur, der als Sem-Priester gekleidete Ahmose und mit einer Schriftrolle in der Hand Paheri. Der Name des ersten Sohnes in der oberen Reihe, ebenfalls in der Kleidung eines Sem-Priesters, ist nicht mehr kenntlich. Hinter ihm steht Sen-Djehuti, gefolgt von den knienden Tchuni, Ahmose und Neferhotep in der Position des Henu-Rituals und dem hinter diesen stehenden Nebmes. Unter Renni und seiner Mutter Ahmose befinden sich Gegenstände, die für ein Leben im Jenseits für den Verstorbenen als nützlich galten. Auf der Westseite der Nische fehlen diese Gegenstände, wie auch der Opfertisch. Das Bild ist stärker zerstört als das der Ostseite, weist aber mehr Söhne des Renni auf, unter anderem unten rechts Nebseny als Sem-Priester, Maay mit einer Trankopfer-Vase und Djehuti-nefer mit dem rechten Vorderbein eines Ochsen.

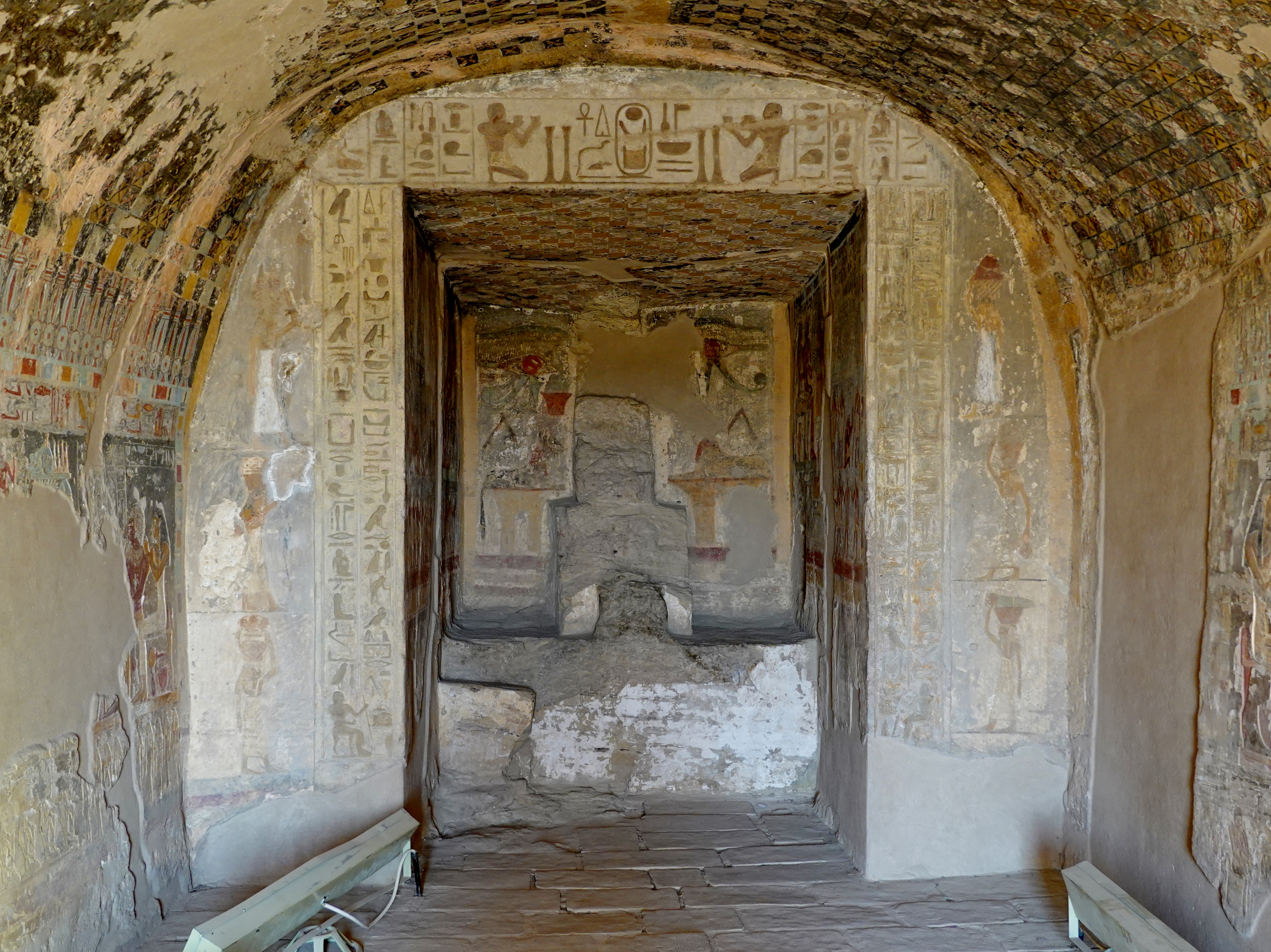
Rückwand mit Statuennische

An der Decke der Nische setzt sich die schachbrettartige, den Sternenhimmel symbolisierende Bemalung der gewölbten Decke der Hauptkammer fort. Oberhalb und seitlich der Nische befinden sich Reliefs an der Nordwand, die teilweise aus Inschriften bestehen. Über der Nische ist Renni doppelt beidseitig der Königskartusche von Amenophis I. dargestellt, Opferschalen in den Händen haltend. Links und rechts der Nische sind außen je drei Gabenträger mit Blick zur Grabmitte abgebildet, die Inschriften behandeln Opfer des Königs an die Totengötter Anubis und Osiris-Chontamenti mit Fürsprache für den verstorbenen Renni.

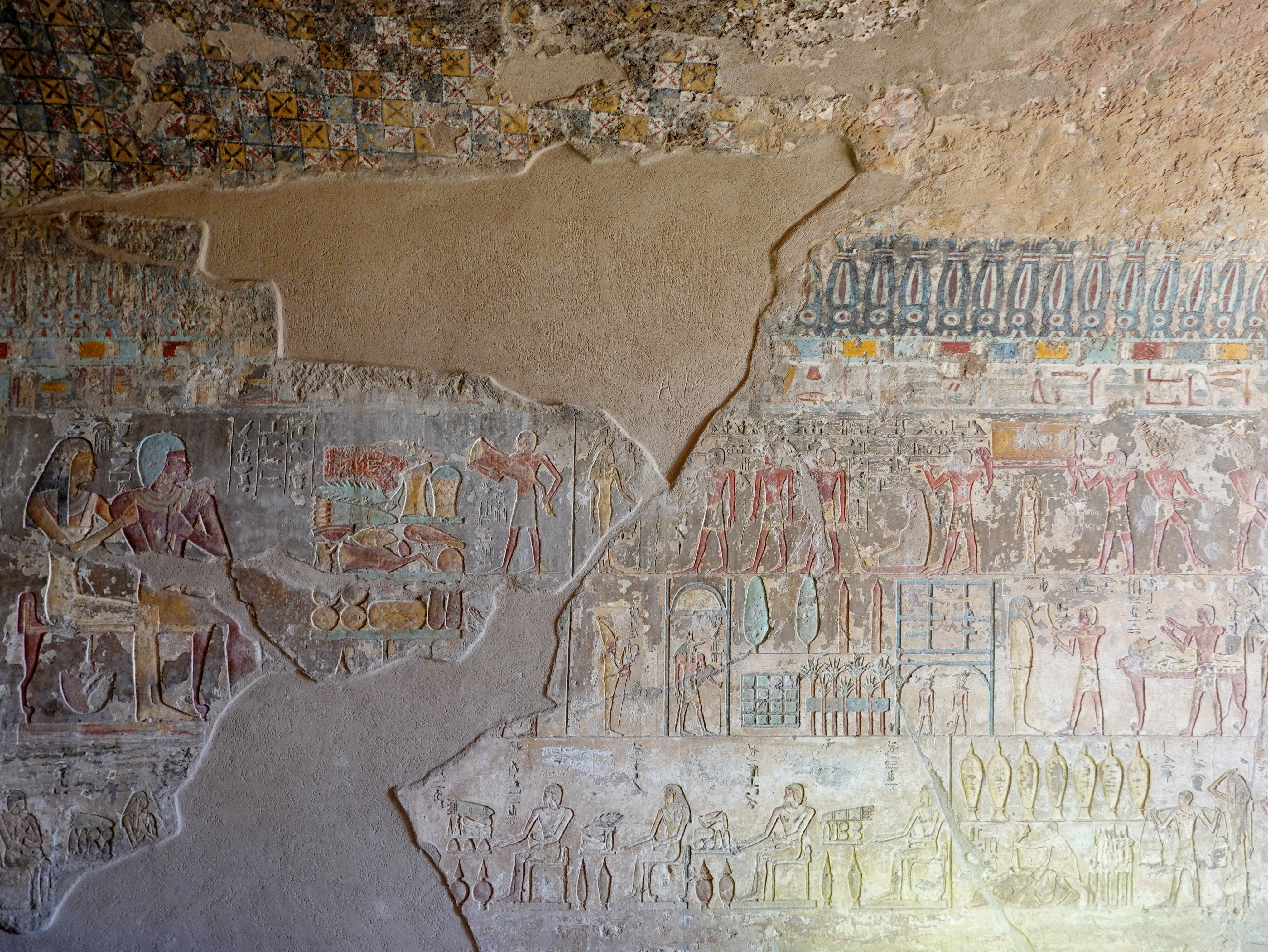
Nördliche Reliefs der Ostwand

Die in drei Sektionen untereinander geteilte Ostwand gibt vor allem Beerdigungsszenen wieder. Eine Ausnahme bildet der Bereich neben dem zugemauerten Durchgang zur Grabkammer im Nordosten, wo die Eltern des Renni, seine Mutter Ahmose und sein Vater Sobekhotep, über die zwei oberen Sektionen auf einer Bank vor einem Gabentisch belegt mit Speisen sitzen, der auf der anderen Seite durch zwei ihrer Söhne bedient wird. Darunter sitzen in der unteren Sektion je vier männliche und weibliche Verwandte von Ahmose und Sobekhotep vor eigenen Tischen mit Speisen, darunter die Großeltern des Renni, Renni selbst als ihr ältester Sohn und eine Tochter gleichen Namens. Die Anzahl von acht Verwandten wird aus der Aufteilung der Szene geschlossen, da der Bereich links der Mitte vollständig zerstört ist.

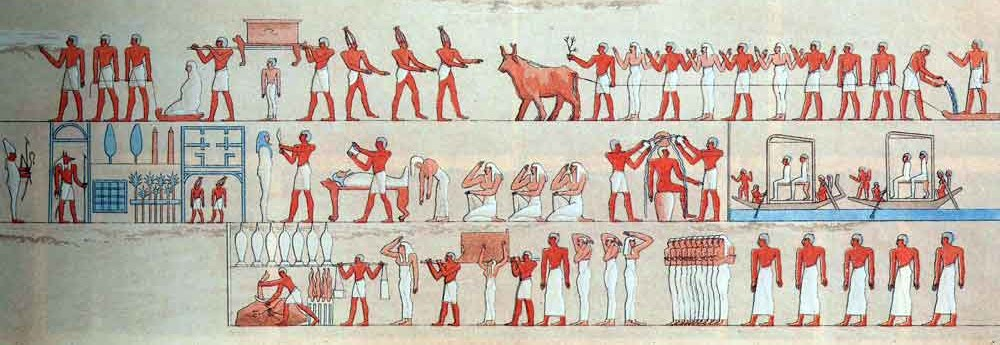
Ostwand nach der Description de l’Égypte von 1809

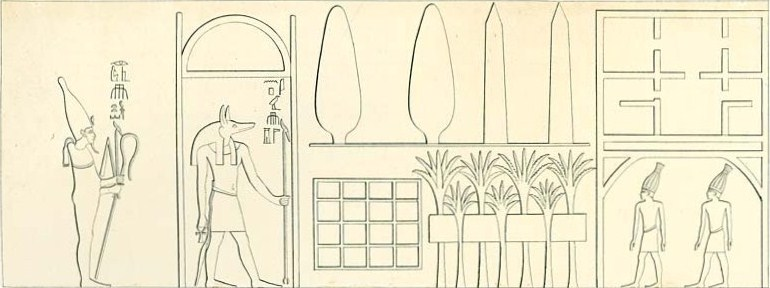
Nördliches Ende der mittleren Sektion bei Lepsius von 1843

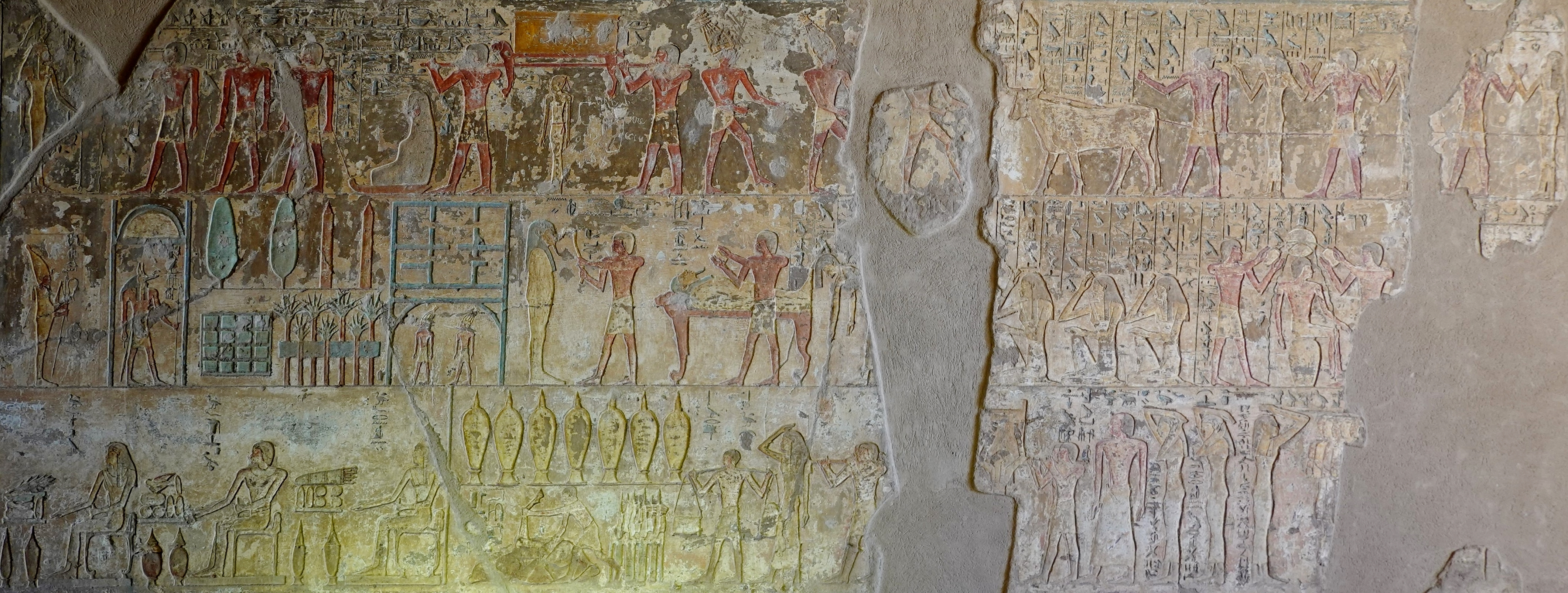
Entsprechende Originalreliefs an der Ostwand des Grabs des Renni

Zu den in drei Sektionen dargestellten Beerdigungsszenen der Ostwand gibt es eine Abzeichnung in der Description de l’Égypte („Beschreibung Ägyptens“) von 1809, die als Ergebnis der Ägyptischen Expedition (1798–1801) unter Napoléon Bonaparte entstand. Die Zeichnung gibt allerdings nicht das vollständige Relief wieder, da die Inschriften fehlen, zerstörte Teile unberücksichtigt blieben und die erhaltenen Abbildungen zusammengezogen wurden.
Oben beginnt die Darstellung an der Eingangsseite mit einem Sem-Priester auf einem von einem Rind gezogenen Schlitten. Hinter dem Sem-Priester steht ihm abgewandt eine Frau, vor der sich eine stark beschädigte Figur, möglicherweise Renni, vorbeugt. Die Kufen des Schlittens werden von einer männlichen Person mit Flüssigkeit begossen. Zwischen dieser und dem Zugtier stehen neun weitere Personen, darunter drei Frauen, teils tanzend, teils das Seil fassend. Vor dem Rind befinden sich drei Muu-Tänzer mit hohen Kopfbedeckungen aus geflochtenem Schilf. Es folgen zwei Träger einer gelb-braunen Truhe mit Löwenfüßen und zwei Horusaugen an der Seite. Darunter steht eine junge Frau namens Djeret. Die Truhe diente wahrscheinlich dem Transport der Kanopen-Krüge des Verstorbenen mit dessen separierten Eingeweiden. Die linke Seite der oberen Sektion zeigt die Ankunft des von zwei Männern auf einem Schlitten gezogenen, in ein Fell gehüllten Tekenu vor Hathor, der Göttin des Westens, die das Anch-Zeichen des Lebens und ein Was-Zepter der Macht in den Händen hält.

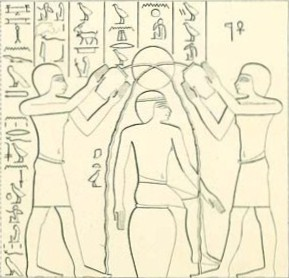
Reinigungsritual in der mittleren Sektion der Ostwand

Die mittlere Sektion beginnt an der Südseite mit der Rückkehr des Renni und seiner Mutter Ahmose von einer Pilgerfahrt auf Nilschiffen nach Abydos, einer der heiligen Stätten des Osiris. Es folgt eine Szene, in der ein Mann auf einem Gefäß sitzend, über sich eine weiße Scheibe, einer rituellen Reinigung durch zwei nebenstehende Männer unterzogen wird. Links von ihnen sind drei hockende trauernde Frauen abgebildet, nach den Inschriften Schwestern des Renni, bevor ein Teil des Reliefs fehlt. Als Nächstes erkennt man die Einbalsamierung des auf einem Gestell liegenden Verstorbenen, gefolgt vom Ritual der Mundöffnung. Hinter einem Haus mit sechs Zimmern, in dessen Torbogen zwei Muu-Tänzer stehen, einem Palmenhain an einem quadratischen Teich, zwei Obelisken, zwei einzeln stehenden Bäumen und einer quadratischen blauen Fläche mit sechzehn Feldern erwartet Anubis den Verstorbenen in einer Kapelle, um ihn zu dem hinter ihm dargestellten Osiris-Chontamenti zu führen.
In der unteren Sektion der Ostwand bewegt sich von der Eingangsseite her ein Trauerzug zu den bereits oben erwähnten, an einzelnen Tischen mit Speisen sitzenden Verwandten des Renni. Zunächst sind fünf hintereinander stehende Männer, darunter Ahmose, Djabaemra und Djehuti, und ein religiöser Chor von zehn nebeneinander stehende Frauen erkennbar. Vor ihnen steht ihnen zugewandt Nehi, die Frau des Renni. Es folgen zwei stehende trauernde Frauen, Djehutihotep und Baba, eine männliche Person namens Saumose, ein Freund des Renni, vier Träger einer Kiste mit persönlichen Gegenständen des Verstorbenen, neben der sich eine junge Tänzerin bewegt, und vorn Sataah, eine Frau, die die Prozession anführt. Links von ihr werden durch zwei Männer Getränke herangeschafft und gelagert sowie Fleisch zerlegt und zubereitet.

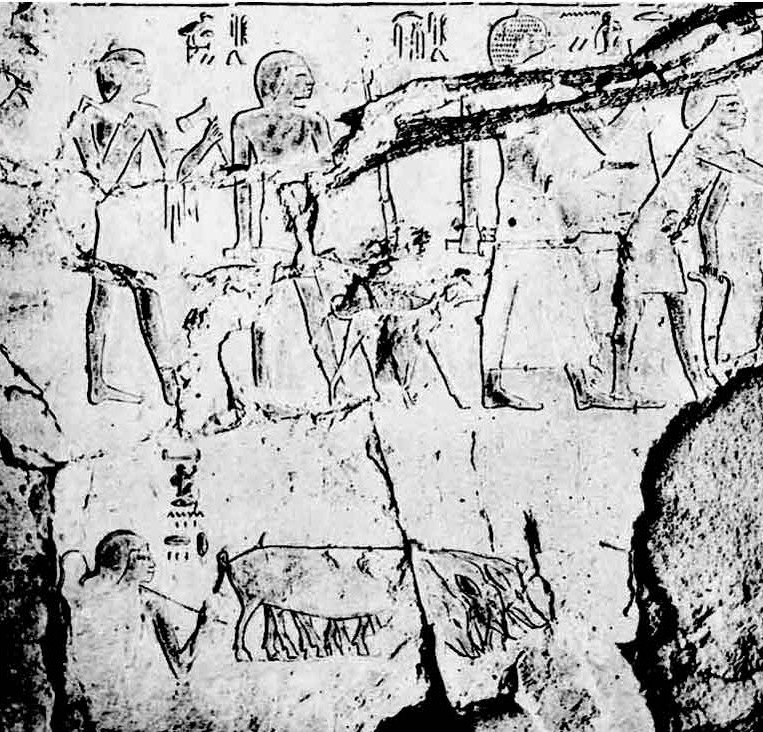
Schweine an der linken Seite der Westwand (Aufnahme 1900)

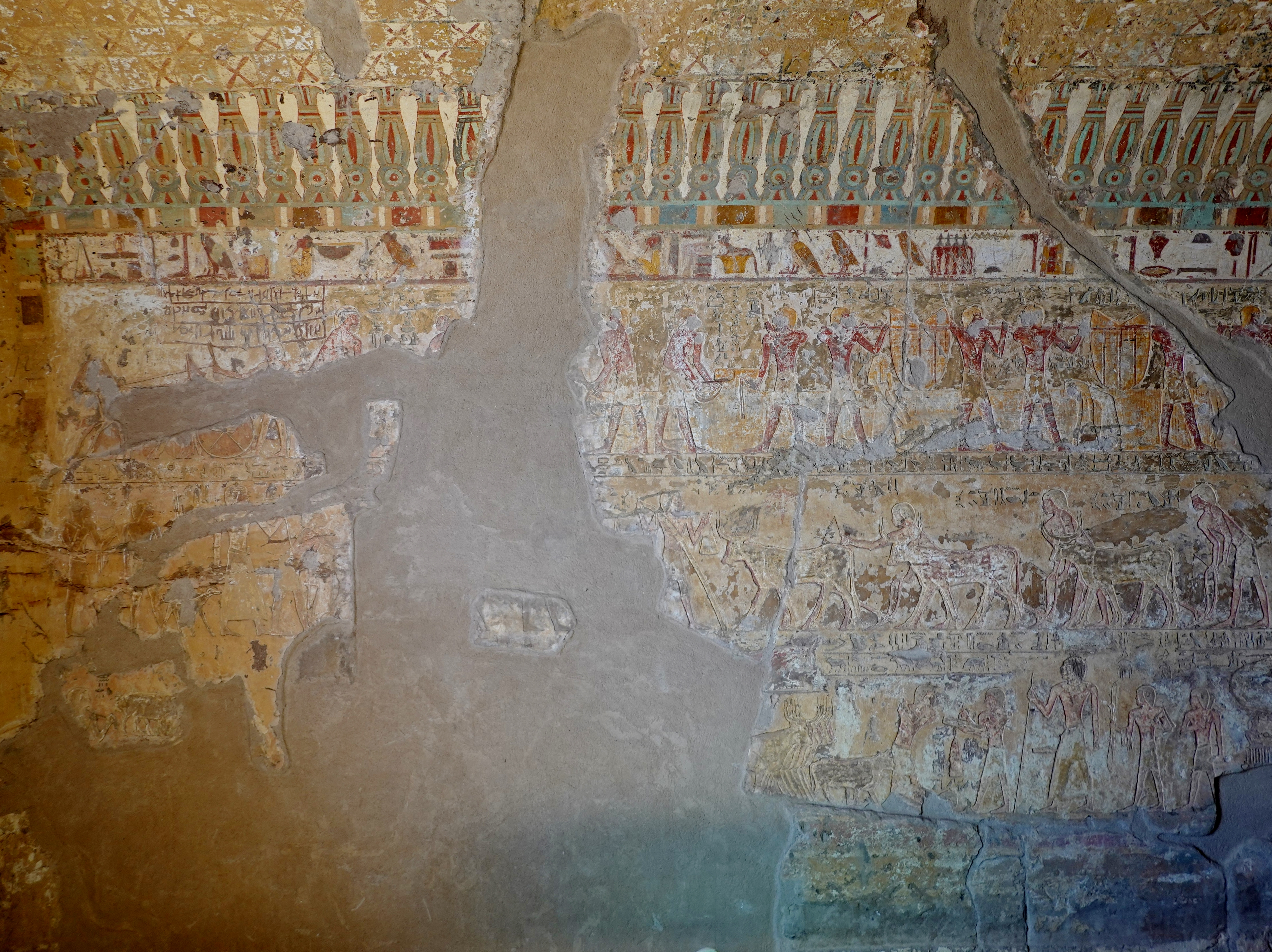
Südliche Reliefs der Westwand

Die Reliefs der westlichen Grabwand sind noch stärker beschädigt, als die der Ostwand. Von besonderem Interesse ist hier die Darstellung eines Pferdes vor einem Wagen an der linken oberen Seite der Wand, da Pferde zu Lebzeiten des Renni in Ägypten noch nicht lange bekannt waren. Über der Szene befindet sich eine später angebrachte dreizeilige demotische Inschrift eines Besuchers des Felsengrabes. Auf dem linken und mittleren Teil der Wand sind in drei Sektionen, wie im Grab des Paheri, unterschiedliche Arbeiten aus der altägyptischen Landwirtschaft abgebildet. In der unteren Sektion gibt es ganz links die stark zerstörte Darstellung eines Schweinehirten mit einem Stock über der Schulter und drei Schweinen, Tieren, die schon im alten Ägypten als unrein galten. Weiter rechts begrüßt Renni mit dem vor ihm stehenden Schreiber Djehuti den Obersten der Viehtreiber Senbet, hinter dem ein Kalb vor einer Rinderherde steht. In Begleitung Rennis befinden sich sein Knecht Ahmose, mit Pfeilen und Bogen des Renni in der rechten Hand, einem möglichen Bogenschützenhandschuh über dem rechten sowie einem Stuhl über dem linken Arm, und sein Knecht Djehuti, der eine Streitaxt und einen Wurfstock trägt. Hinter den Knechten sind Fragmente eines Bootes erkennbar, denen sich ein zerstörter Abschnitt des Wandreliefs anschließt.

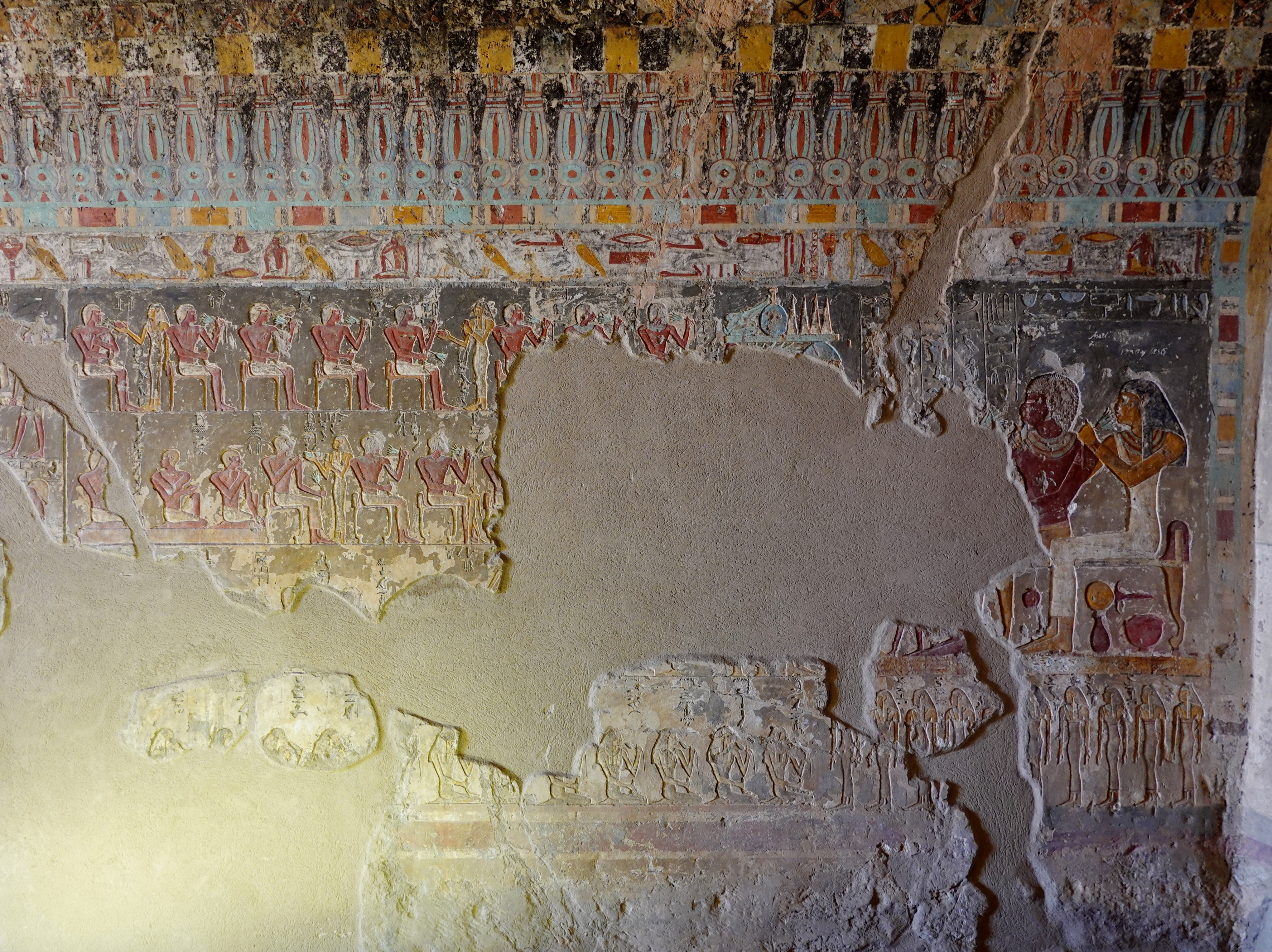
Nördliche Reliefs der Westwand

Durch eine vertikale Linie von den übrigen Darstellungen getrennt, gibt das nördliche Drittel der Westwand ein Gastmahl wieder. Die Gäste sitzen in vier Sektionen untereinander, in den oberen beiden die Männer, in den unteren die Frauen. Gastgeber sind die an der rechten Wandseite über die drei oberen Sektionen größer dargestellten und auf einer Bank sitzenden Großeltern des Renni, Sobekhotep und seine Frau Idi. Beide halten Lotosblüten vor ihr Gesicht, Symbole der Wiedergeburt, und tragen je einen Wesech, einen breiten Schmuckhalskragen. Unter Idi sind ein Hathor-Spiegel sowie Töpfe für Salben und Schminke abgebildet. In der darunter befindlichen Sektion, unterhalb der Bank mit Sobekhotep und Idi, stehen ihre zehn Töchter in langen engen Kleidern. Vor ihnen sieht man die Beine eines Kindes einer sonst zerstörten Figur, wahrscheinlich die einer ihrer Söhne. Zwischen dem Paar und den Gästen sind Reste eines Gabentischs mit Speisen erkennbar. Die namentlich genannten Gäste halten Tücher, vielleicht Servietten, und Lotosblüten in den Händen. Dienerinnen bieten ihnen Getränke, die erste unter ihnen ist als Mundschenk Satesbu bezeichnet. Die soziale Bedeutung der Gäste unterscheidet sich daran, ob sie auf Stühlen sitzend abgebildet wurden oder auf dem Boden knien. Das gesamte Wandrelief ist, wie das der Ostwand, mit einem Band aus gelben und roten Rechtecken auf blauem Grund eingefasst.